# Герби Капетингів
Ця сторінка присвячена гербам членів французької королівської династії Капетингів.

## Королівський трон
| Геральдичний щит | Розширена версія | Ім'я принца                  | Форма щита                  | Опис | Оригінальний геральдичний опис |
| ---------------- | ---------------- | ---------------------------- | --------------------------- | --- | --- |
|                  |                  | Королі Франції (1211 — 1376) | старий французький          | Лазурний щит уквітчаний золотими ліліями. Щит може бути оздоблений короною принца крові. Уперше з'явився у 1211 році на особистій печатці принца Людовика VIII, майбутнього короля Франції. Пізніше він зробив його гербом Франції. | D'azur seme de fleurs de lys d'or. |
|                  |                  | Королі Франції (1376—1515)   | старий французький          | На лазурному щиті розташовані три золоті лілії, два над одним. До 1515 року використовувалась корона принца крові. Герб затверджений наказом Карла V. Після 1515 року використовувалась замкнута королівська корона. Герб затверджений Людовиком XII та систематизований Франциском I.                                                                            | D'azur a trois fleurs de lys d'or. |
|                  |                  | Королі Франції (1515—1792)   | новий французький           | На лазурному щиті розташовані три золоті лілії, два над одним. До 1515 року використовувалась корона принца крові. Герб затверджений наказом Карла V. Після 1515 року використовувалась замкнута королівська корона. Герб затверджений Людовиком XII та систематизований Франциском I.                                                                            | D'azur a trois fleurs de lys d'or. |
|                  |                  | Дофіни (з 1349)              | старий та новий французький | Щит розтятий і перетятий. У першому і четвертому полях сине поле уквітчане геральдичними ліліями. Також можливий варіант зі червоною каймою. У третьому та четвертому полях на жовтому полі лазурний дельфін зі червоними плавниками. Щит може бути оздоблений короною роду Дофінів. Першим з королівських дофінів Франції був Карл V Мудрий, старший син Іоанна. | Ecartele au 1 et 4 d'azur a trois fleurs de lys d'or et au 2 et 3 d'or a un dauphin d'azur, crete, barbe, lore, peautre et oreille de gueules. |

## Молодші гілкиКапетигів
| Герб | Ім'я принца | Форма щита         | Опис | Оригінальний геральдичний опис |
| ---- | --- | ------------------ | --- | --- |
|      | Людовик (нар. 1081 — пом.1137), граф Вексенський, майбутній король Людовик VI Товстий, син Філіпа I. | старий французький | Лазурний щит уквітчаний золотими ліліями. Титульний комір оздоблений горностаєм та складається з трьох веж. | d'azur seme de fleurs de lys d'or au lambel d'hermine. |
|      | Філіпп (нар. 1200 — пом. 1234), граф Клермонтський, Булонський та Даммартінський, син Філіппа II Августа. | старий французький | Лазурний щит уквітчаний золотими ліліями. Титульний комір червоного кольору та складається з п'яти веж. | d'azur seme de fleurs de lys d'or au lambel a cinq pendants de gueules.                                                                                                 |
|      | Роберт I (нар. 1216 — пом. 1250), граф Артуа, син Людовика VIII і Бланки Кастильської. | старий французький | Лазурний щит оздоблений золотими ліліями. Титульний комір червоного кольору та складається з трьох веж зі замками. | d'azur seme de fleurs de lys d'or au lambel de gueules, chaque pendant charge de trois chateaux d'or.                                                                   |
|      | Альфонс (нар. 1220 — пом. 1271), граф Тулузи та Пуатьє, син Людовика VIII та Бланки Кастильської. | старий французький | Щит розтятий на лазур і червінь. Оздоблені відповідно золотими ліліями та замками. | parti d'azur seme de fleurs de lys d'or et de gueules semes de chateaux d'or.                                                                                           |
|      | Карл І (нар. 1226 — пом. 1285), граф Анжуйський, король Сицилії і граф Провансу, син Людовика VIII та Бланки Кастильської. Засновник Анжу — Сицилійської гілки династії. | старий французький | До 1246: лазурний щит оздоблений золотими ліліями. Обрамлення червоне та має 11 золотих замків. | d'azur seme de fleurs de lys d'or a la bordure de gueules, charge de onze chateaux d'or,                                                                                |
|      | Карл І (нар. 1226 — пом. 1285), граф Анжуйський, король Сицилії і граф Провансу, син Людовика VIII та Бланки Кастильської. Засновник Анжу — Сицилійської гілки династії. | старий французький | Після 1246: лазурний щит оздоблений золотими ліліями. Титульний комір червоного кольору та складається з трьох веж. | d'azur seme de fleurs de lys d'or au lambel de gueules. |
|      | Жан Трістан (нар. 1250 — пом. 1270), граф Валуа, син святого Людовика, цей герб використовували: - П'єр (нар. 1252 — пом. 1283), граф Алансонський, його брат; - Карл (нар. 1270—1325), граф Валуа, Анжуйський та Менський, син Філіппа III Сміливого, засновник Дому Валуа. | старий французький | Лазурний щит оздоблений золотими ліліями. Обрамлення червоне. | d'azur seme de fleurs de lys d'or a la bordure de gueules |
|      | П'єр (нар. 1252 — пом. 1283), граф Алансонський, син святого Людовика. | старий французький | До 1270: Лазурний щит оздоблений золотими ліліями. Обрамлення червоне зі 8 срібними колами | d'azur seme de fleurs de lys d'or a la bordure de gueules chargee de besants d'argent                                                                                   |
|      | П'єр (нар. 1252 — пом. 1283), граф Алансонський, син святого Людовика. | старий французький | Після 1270: лазурний щит оздоблений золотими ліліями. Обрамлення червоне. | d'azur seme de fleurs de lys d'or a la bordure de gueules. |
|      | Роберт (нар. 1256 — пом. 1317), граф Клермонтський і сер Бурбонський, син Людовик IX. Засновник дому Бурбонів. | старий французький | Лазурний щит оздоблений золотими ліліями з червоним правим перев'язом. | d'azur seme de fleurs de lys d'or a la bande de gueules. |
|      | Людовик (нар. 1276 — пом. 1319), граф д'Евре, син Філіппа III. Засновник Евре-Наваррського дому. | старий французький | Лазурний щит оздоблений золотими ліліями зі червоно-білим перев'язом. | d'azur seme de fleurs de lys d'or a la bande componee d'argent et de gueules.                                                                                           |
|      | Філіпп (нар. 1268 — пом. 1314), другий син Філіпа III, майбутній король Філліп IV Вродливий. | старий французький | Лазурний щит оздоблений золотими ліліями. Обрамлення червоне. | d'azur seme de fleurs de lys d'or a la bordure de gueules. |
|      | Карл (нар. 1270 — пом. 1325), граф Валуа, граф Алансонський, граф Шартрський, граф Анжуйський, граф дю Мен (з 1290), четвертий син Філіпа III, титулярний імператор Латинської імперії, титулярний король Арагона.                                                           | старий французький | До 1297: лазурний щит оздоблений золотими ліліями. Обрамлення та титульний комір червінь. | d'azur semé de fleurs de lys d'or à la bordure-lambel de gueules |
|      | Карл (нар. 1270 — пом. 1325), граф Валуа, граф Алансонський, граф Шартрський, граф Анжуйський, граф дю Мен (з 1290), четвертий син Філіпа III, титулярний імператор Латинської імперії, титулярний король Арагона.                                                           | старий французький | Після 1297: лазурний щит оздоблений золотими ліліями. Обрамлення червоне. | d'azur seme de fleurs de lys d'or a la bordure de gueules. |
|      | Філіпп (нар. 1291 — пом. 1322), граф Пуатьє і майбутній Філіпп V Довгий, король Франції і Наварри. | старий французький | Лазурний щит оздоблений золотистими ліліями. Титульний комір червоно-білий та складається з трьох веж. | d'azur seme de fleurs de lys d'or au lambel compone de gueules et d'argent, alias de France au lambel compone de gueules et d'argent.                                   |
|      | Карл (нар. 1294 — пом. 1328), майбутній Карл IV Красивий, король Франції і Наварри, останній представник династії Капетингів, син Філіпа IV Красивого та Жанни I Наварської.                                                                                                 | старий французький | Лазурний щит оздоблений золотистими ліліями. Обрамлення червоно-біле. | Azure, seme-de-lys or, a bordure compony gules and argent. |
|      | Король Франції і Наварри: Людовик X Сварливий, Філіпп V Довгий, Карл IV Красивий Королева Наварри: Жанна II | новий французький  | Щит розтятий на лазурь і червінь. Права частина оздоблена золотими лініями. Ліва — частина червленого щита зі золотими ланцюгами, укладеними в косий та прямий хрест і по периметру щита, у середині розташований ізумруд. | mi-parti en 1 d'azur seme de fleurs de lys d'or et en 2 de gueules aux chaines d'or posees en orle, en croix et en sautoir, chargees en c?ur d'une emeraude au naturel. |

## Династія Валуа
| Герб | Принц                                                                                     | Форма щита         | Опис | Оригінальний геральдичний опис |
| ---- | ----------------------------------------------------------------------------------------- | ------------------ | --- | --- |
|      | Карл Валуа (1270—1325)                                                                    | старий французький | До 1297: лазурний щит оздоблений золотими ліліями. Обрамлення та титульний комір червоні. | D'azur seme de fleurs de lys d'or a la bordure-lambel de gueules. |
|      | Карл Валуа (1270—1325)                                                                    | старий французький | Після 1297: лазурний щит оздоблений золотими ліліями. Обрамлення червоне. | D'azur seme de fleurs de lys d'or a la bordure de gueules. |
|      | Філіпп VI Валуа (1293—1350)                                                               | старий французький | До 1326: лазурний щит оздоблений золотими ліліями. Обрамлення червоне, зі закругленими зубчиками. | D'azur semé de fleurs de lys d'or à la bordure engrêlée de gueules. |
|      | Філіпп VI Валуа (1293—1350)                                                               | старий французький | Після 1326: лазурний щит оздоблений золотими ліліями. Обрамлення червоне. | D'azur semé de fleurs de lys d'or à la bordure de gueules. |
|      | Карл II (1297—1346)                                                                       | старий французький | Лазурний щит оздоблений золотими ліліями. Обрамлення червоне зі 8 срібними колами. | D'azur semé de fleurs de lys d'or à la bordure de gueules chargée de besants d'argent.                                                                                 |
|      | Іоанн II (1319—1364)                                                                      | старий французький | Лазурний щит оздоблений золотими ліліями. Обрамлення червоне. | D'azur semé de fleurs de lys d'or à la bordure de gueules. |
|      | Філіпп (1336—1375)                                                                        | старий французький | Лазурний щит оздоблений золотистими ліліями. Титульний комір червоно-білий та складається з трьох веж. | D'azur seme de fleurs de lys d'or au lambel compone de gueules et d'argent, alias de France au lambel compone de gueules et d'argent.                                  |
|      | Карл V (1338—1380)                                                                        | старий французький | Щит розтятий і перетятий. У першому і четвертому полях лазурний фон оздоблений золотими ліліями. Має червоне обрамлення. У третьому та четвертому полях на жовтому фоні лазурний дельфін зі червоними плавниками. | ́Ecartelé au 1 et 4 D'azur semé de fleurs de lys d'or à la bordure de gueules et au 2 et 3 d'or à un dauphin D'azur, crêté, barbé, loré, peautré et oreillé de gueules. |
|      | Людовик I (1339—1384)                                                                     | старий французький | Лазурний щит оздоблений золотими ліліями. Обрамлення червоне. | D'azur seme de fleurs de lys d'or a la bordure de gueules. |
|      | Іоанн I (1340—1416)                                                                       | старий французький | Лазурний щит оздоблений золотими ліліями. Обрамлення червоне, зі закругленими зубчиками. | D'azur seme de fleurs de lys d'or, a la bordure engrelee de gueules.                                                                                                   |
|      | Філіпп II (1342—1404)                                                                     | старий французький | Лазурний щит оздоблений золотими ліліями. Обрамлення червоно-біле. | D'azur seme de fleurs de lys d'or, a la bordure componee de gueules et d'argent.                                                                                       |
|      | Філіпп II (1342—1404)                                                                     | старий французький | Щит розтятий і перетятий. У першому і четвертому полях лазурний фон оздоблений золотими ліліями. Має червоно-біле обрамлення. У третьому та четвертому діагонально змінюються жовтий та сині кольори.             | Écartelé des précédentes et de Bourgogne. |
|      | Людовик I (1372—1407) Також використовували: - Карл (1394—1465) - Людовик XII (1462—1515) | старий французький | На лазурному щиті розташовані три золоті лілії, два над одним. Титульний комір срібний. | D'azur a trois fleurs de lys d'or au lambel d'argent. |
|      | Жан (1398—1417)                                                                           | старий французький | На лазурному щиті розташовані три золоті лілії, два над одним. Обрамлення червоно-біле, зі закругленими зубчиками.                                                                                                | D'azur à trois fleurs de lys d'or à la bordure engrelée et componée de gueules et d'Argent.                                                                            |
|      | Карл II (1446—1472)                                                                       | старий французький | До 1461: На лазурному щиті розташовані три золоті лілії, два над одним. Обрамлення червоне, зі закругленими зубчиками.                                                                                            | D'azur, a trois fleurs de lys d'or, a la bordure engrelee de gueules (Berry).                                                                                          |
|      | Карл II (1446—1472)                                                                       | старий французький | До 1465: Щит розтятий і перетятий. У першому і четвертому полях на лазурному фоні розташовані три золоті лілії, два над одним. У третьому та четвертому полях на червоному фоні розташовані два золотих леви.     | Ecartele: 1 et 4, D'azur, a trois fleurs de lys d'or, a la bordure engrelee de gueules (Berry); 2 et 3, de gueules, a deux leopards d'or (Normandie).                  |
|      | Карл II (1446—1472)                                                                       | старий французький | Після 1469: Щит розтятий і перетятий. У першому і четвертому полях на лазурному фоні розташовані три золоті лілії, два над одним. У третьому та четвертому полях на червоному фоні розташований золотий лев.      | Ecartele: 1 et 4, D'azur, a trois fleurs de lys d'or, a la bordure engrelee de gueules (Berry); 2 et 3, de gueules, au leopard d'or (Guyenne).                         |
|      | Анна (1461—1522)                                                                          | ромб               | Щит розтятий. Обидві половини лазурні на яких розташовані три золоті лілії, одна над одною. Має червлений перев'яз на правій частині, який обривається на місці розтину.                                          | Mi-parti d'azur à trois fleurs de lys d'or à la bande de gueules et d'azur à trois fleurs de lys d'or.                                                                 |
|      | Жанна (1464—1505)                                                                         | овальний           | Щит розтятий. Обидві половини лазурні на яких розташовані три золоті лілії, одна над одною. | De France moderne, qui est D'azur aux trois fleurs de lys d'or avec un trait de sable sur la ligne de parti.                                                           |

### Дім Валуа-Орленська
| Герб                                           | Принц                                                                                     | Форма щита         | Опис | Оригінальний геральдичний опис |
| ---------------------------------------------- | ----------------------------------------------------------------------------------------- | ------------------ | --- | --- |
|                                                | Людовик I (1372—1407) Також використовували: - Карл (1394—1465) - Людовик XII (1462—1515) | старий французький | На лазурному щиті розташовані три золоті лілії, два над одним. Титульний комір срібний. | D'azur a trois fleurs de lys d'or au lambel d'argent.                                                                              |
| Файл:Blason Philippe d'Orléans (1396—1420).svg | Філіпп (1446—1472)                                                                        | старий французький | На лазурному щиті розташовані три золоті лілії, два над одним. Титульний комір срібний, у центральній вежі розташований червлений півмісяць. | D'azur à trois fleurs de lys d'or au lambel d'argent à trois pendants, le pendant central chargé d'une lune de gueules.            |
|                                                | Жан (1400—1467)                                                                           | старий французький | На лазурному щиті розташовані три золоті лілії, два над одним. Титульний комір срібний, у вежах розташовані червлені півмісяці. | D'azur à trois fleurs de lys d'or au lambel d'argent à trois pendants, chaque pendant chargé d'une lune de gueules.                |
|                                                | Іоанн I (граф Дюнуа) (1403—1468)                                                          | старий французький | На лазурному щиті розташовані три золоті лілії, два над одним. Має срібний титульний комір та лівобічний перев'яз. | D'azur à trois fleurs de lys d'or brisé en chef d'un lambel d'argent et d'une barre d'argent brochant sur le tout.                 |
|                                                | Анна                                                                                      | ромб               | Щит розтятий. Обидві половини лазурні на яких розташовані три золоті лілії, одна над одною. Має червлений перев'яз на правій частині, який обривається на місці розтину. | Mi-parti d'azur à trois fleurs de lys d'or à la bande de gueules et d'azur à trois fleurs de lys d'or.                             |
|                                                | Жанна (1464—1505)                                                                         | овальний           | Щит розтятий. Обидві половини лазурні на яких розташовані три золоті лілії, одна над одною. | De France moderne, qui est D'azur aux trois fleurs de lys d'or avec un trait de sable sur la ligne de parti.                       |
|                                                | Клавдія Французька (1499—1524)                                                            | овальний           | До 1514: Щит розтятий і перетятий. У першому і четвертому полях на лазурному фоні розташовані три золоті лілії, два над одним. Третє і четверте поля покриті горностаєм. | Ecartele D'azur a trois fleurs de lys d'or et d'hermine.                                                                           |
|                                                | Клавдія Французька (1499—1524)                                                            | овальний           | 1514—1515: Щит розтятий. Права частина лазурна зі срібним титульним коміром та трьома золотими ліліями. Ліва частина розтята і перетята. У першому і четвертому полях на лазурному фоні розташовані три золоті лілії, два над одним. Третє і четверте поля покриті горностаєм. | Parti D'azur a trois fleurs de lys d'or au lambel d'argent et ecartelele D'azur a trois fleurs de lys d'or et d'hermine[джерело?]. |

#### Дім Валуа-Аргулемська
| Герб | Принц                                          | Форма щита         | Опис | Оригінальний геральдичний опис |
| ---- | ---------------------------------------------- | ------------------ | --- | --- |
|      | Іоанн (1400—1467) Карл V (1459—1496)           | старий французький | На лазурному щиті розташовані три золоті лілії, два над одним. Титульний комір срібний, у вежах розташовані червлені півмісяці. | D'azur à trois fleurs de lys d'or au lambel d'argent à trois pendants, chaque pendant chargé d'une lune de gueules. |
|      | Карл V (1459—1496) Карл II (1522—1545)         | старий французький | Щит розтятий і перетятий. У першому і четвертому полях на лазурному фоні розташовані три золоті лілії, два над одним. Титульний комір срібний, у вежах розташовані червлені півмісяці. У другому і третьому полях на срібному фоні зображена синя змія з короною, що пожирає людину.                                  | Écartelé aux I et IV d'azur à trois fleurs de lys d'or au lambel d'argent chargé de trois croissants de gueules, aux II et III d'argent à la guivre d'azur couronnée d'or issante de carnation. |
|      | Франциск III (1518—1536) Генріх II (1519—1559) | старий французький | Щит зображений шахівницею. На непарних полях на лазурному фоні розташовані три золоті лілії, два над одним. Поля лівобічної діагоналі оздоблені горностаєм. На інших полях зображений на золотому фоні синій дельфін зі червоними поплавцями.                                                                         | Écartelé aux 1 et 4, contre-écartelé aux 1 et 4 d'azur à trois fleurs de lys d'or et aux 2 et 3 d'or au dauphin d'azur, crêté, barbé, loré, peautré et oreillé de gueules ; aux 2 et 3, contre-écartelé aux 1 et 4 d'azur à trois fleurs de lys d'or et aux 2 et 3 d'hermine.                                     |
|      | Франциск II (1544—1560)                        | старий французький | Щит розтятий і перетятий. Перше та четверте поля також: 1 та 4 поля — на лазурному фоні три золоті лілії; 2 та 3 — на золотому фоні лазурний дельфін. На другому на третьому полях на золотому фоні червоний лев на задніх лапах із синім озброєнням, а довкола нього червона подвійна внутрішня облямівка з ліліями. | Écartelé aux 1 et 4, contre-écartelé aux 1 et 4 d'azur à trois fleurs de lys d'or et aux 2 et 3 d'or au dauphin d'azur, crêté, barbé, loré, peautré et oreillé de gueules ; aux 2 et 3, d'or au lion de gueules enclos dans un double trescheur fleur-de-lysé et contre-fleur-de-lysé du même.                    |
|      | Єлизавета (1545—1568)                          | овальний           | Щит розтятий. Ліва частина синя зі трьома золотими ліліями, два над одним. Права частина розтята і перетята. 1 та 4 її поля червлені зі золотим замком; 2 та 3 — срібні зі червоним на задніх лапах. | Parti en I, écartelé en 1 et 4, de gueules au château d'or ouvert et ajouré d'azur, et en 2 et 3 d'argent au lion de gueules armé, lampassé et couronné d'or, enté en pointe du sur-le-tout d'argent à une pomme grenade de gueules, tigée et feuilleté de sinople et en II, d'azur aux trois fleurs de lys d'or. |
|      | Діана (1538—1619)                              | старий французький | На лазурному щиті розташовані три золоті лілії, два над одним. | D'azur à trois fleurs de lys d'or briées d'un bâton d'or en barre. |

#### Дім Орлеан-Лонгвіль
| Герб | Принц                       | Форма щита         | Опис | Оригінальний геральдичний опис |
| ---- | --------------------------- | ------------------ | --- | --- |
|      | Іоанн I (1403—1468)         | старий французький | На лазурному щиті розташовані три золоті лілії, два над одним. Має срібний титульний комір та лівобічний перев'яз. | D'azur à trois fleurs de lys d'or brisé en chef d'un lambel d'argent et d'une barre d'argent brochant sur le tout. |
|      | Франсуа I (1447—1491)       | старий французький | На лазурному щиті розташовані три золоті лілії, два над одним. Має срібний титульний комір та правобічний перев'яз. | D'azur à trois fleurs de lys d'or brisé en chef d'un lambel d'argent et d'une bande d'argent brochant sur le tout. |
|      | Герцоги Лонгвіля (з 1550-х) | старий французький | На лазурному щиті розташовані три золоті лілії, два над одним. Має срібний титульний комір та правобічний центральний перев'яз. | D'azur à trois fleurs de lys d'or brisé en chef d'un lambel d'argent et d'un bâton d'argent, péri en bande. |
|      | Франсуа III (1570—1631)     | старий французький | Щит розтятий і перетятий. На першому та четвертому полях на лазурному фоні три золоті лілії, має срібний титульний комір та правобічний центральний перев'яз. 2 та 3 — на лазурному фоні три золоті лілії, має червоний правобічний центральний перев'яз. | Ecartelé: I et IV, d'azur au trois fleurs de lys d'or brisé d'un lambel à trois pendants d'argent et en cœur d'un bâton de même, péri en bande (d'Orléans-Longueville moderne) ; II et III, d'azur à trois fleurs de lys d'or au bâton de gueules péri en bande(de Bourbon moderne).. |

### Дім Валуа-Анжуйська
| Герб | Принц                                                                                           | Форма щита         | Опис | Оригінальний геральдичний опис |
| ---- | ----------------------------------------------------------------------------------------------- | ------------------ | --- | --- |
|      | Людовик І (1339—1384)                                                                           | старий французький | До 1382: Лазурний щит оздоблений золотими ліліями. Обрамлення червоне. | D'azur semé de lys d'or, à la bordure de gueules. |
|      | Людовик І (1339—1384) Також використовували: - Людовік II (1377—1417) - Людовик III (1403—1434) | старий французький | Після 1389: Щит розтятий. Права частина: на срібному фоні Єрусалимський хрест. Ліва частина лазурна, оздоблена золотими ліліями та розтята. Її права частина має неповний червоний титульний комір, а ліва — обрамлення по краю щита. | Parti d'argent à la croix potencée d'or, cantonnée de quatre croisettes du même et mi-parti d'azur semé de lys d'or et au lambel de gueules et d'azur semé de lys d'or et à la bourdure de gueules. |
|      | Марія (1404—1463)                                                                               | овальний           | На лазурному щиті розташовані три золоті лілії, два над одним, що бути розтяті. Ліва частина також розтята: права — Єрусалимський хрест, ліва — лазурна, оздоблена золотими ліліями і розтята (права має частину червоного титульного коміра, а ліва — обрамлення по краям щита). | Mi-parti, en 1 de France moderne, qui est d'azur aux trois fleurs de lys d'or et en 2 contre parti d'argent à la croix potencée d'or, cantonnée de quatre croisettes du même et mi-parti d'azur semé de lys d'or et au lambel de gueules et d'azur semé de lys d'or et à la bourdure de gueules. |
|      | Рене (1409—1480)                                                                                | старий французький | 1420: Щит розтятий і перетятий. У центрі розташований золотий щит зі правобічним червоним перев'язом, на якому зображені три срібні пташки. Перше та четверте поля лазурні зі оздобленням золотими ліліями. Має червоне обрамлення. Друга та третя — лазурна зі оздобленням хрестами та двома золотими рибами, що дивляться в різні боки. | Ecartelé: I et IV, d'azur au trois fleurs de lys d'or brisé d'un lambel à trois pendants d'argent et en cœur d'un bâton de même, péri en bande (d'Orléans-Longueville moderne) ; II et III, d'azur à trois fleurs de lys d'or au bâton de gueules péri en bande(de Bourbon moderne).. |
|      | Рене (1409—1480)                                                                                | старий французький | 1435: Щит поділений на шість рівних частин. Перша — розділена на вісім горизонтальних червоних і срібних смуг, що чергуються. Друга — лазурна зі оздобленням золотими ліліями та червоним титульним коміром. Третя — срібна зі Єрусалимським хрестом. Четверта — лазурна зі оздобленням золотими ліліями та червоним обрамленням. П'ята — лазурна зі оздобленням хрестами та двома золотими рибами, що дивляться в різні боки. Шоста — золота зі правобічним червоним перев'язом, на якому розташовані три срібні пташки.                                                                                          | Coupé et tiercé en pal, en 1 fascé de gueules et d'argent, en 2 d'azur semé de lys d'or et au lambel de gueules, en 3 d'argent à la croix potencée d'or, cantonnée de quatre croisettes du même, en 4 d'azur semé de lys d'or et à la bourdure de gueules, en 5 d'azur semé de croisettes d'or et aux deux bar d'or et en 6 d'or à la bande de gueules chargé de trois alérions d'argent..                                              |
|      | Рене (1409—1480)                                                                                | старий французький | 1453: Щит поділений на п'ять частин. Перша — розділена на вісім горизонтальних червоних і срібних смуг, що чергуються. Друга — лазурна зі оздобленням золотими ліліями та червоним титульним коміром. Третя — срібна зі Єрусалимським хрестом. Четверта — лазурна зі оздобленням золотими ліліями та червоним обрамленням. П'ята — лазурна зі оздобленням хрестами та двома золотими рибами, що дивляться в різні боки. Шоста — золота зі правобічним червоним перев'язом, на якому розташовані три срібні пташки. У центрі щит, що поділений на вісім вертикальних золотих і червоних смуг, що чергуються.        | Coupé et tiercé en pal, en 1 fascé de gueules et d'argent, en 2 d'azur semé de lys d'or et au lambel de gueules, en 3 d'argent à la croix potencée d'or, cantonnée de quatre croisettes du même, en 4 d'azur semé de lys d'or et à la bourdure de gueules, en 5 d'azur semé de croisettes d'or et aux deux bar d'or et en 6 d'or à la bande de gueules chargé de trois alérions d'argent..                                              |
|      | Рене (1409—1480)                                                                                | старий французький | 1470: Щит четвертний скошений. Верхня частина лазурна зі оздобленням золотими ліліями та має червоний титульний комір. Права — розділена на вісім горизонтальних червоних і срібних смуг, що чергуються. Нижня — лазурна зі оздобленням хрестами та двома золотими рибами, що дивляться в різні боки. Ліва — срібна зі Єрусалимським хрестом. | Coupé et tiercé en pal, en 1 fascé de gueules et d'argent, en 2 d'azur semé de lys d'or et au lambel de gueules, en 3 d'argent à la croix potencée d'or, cantonnée de quatre croisettes du même, en 4 d'azur semé de lys d'or et à la bourdure de gueules, en 5 d'azur semé de croisettes d'or et aux deux bar d'or et en 6 d'or à la bande de gueules chargé de trois alérions d'argent..                                              |
|      | Рене (1409—1480) Також використовували: - Ніколя I (1425—1470) - Іоанн II (1448—1473)           | старий французький | 1453: Щит поділений на шість рівних частин. Перша — розділена на вісім горизонтальних червоних і срібних смуг, що чергуються. Друга — лазурна зі оздобленням золотими ліліями та червоним титульним коміром. Третя — срібна зі Єрусалимським хрестом. Четверта — лазурна зі оздобленням золотими ліліями та червоним обрамленням. П'ята — лазурна зі оздобленням хрестами та двома золотими рибами, що дивляться в різні боки. Шоста — золота зі правобічним червоним перев'язом, на якому розташовані три срібні пташки. У центрі щит, що поділений на вісім вертикальних золотих і червоних смуг, що чергуються. | Coupé et tiercé en pal, en 1 fascé de gueules et d'argent, en 2 d'azur semé de lys d'or et au lambel de gueules, en 3 d'argent à la croix potencée d'or, cantonnée de quatre croisettes du même, en 4 d'azur semé de lys d'or et à la bourdure de gueules, en 5 d'azur semé de croisettes d'or et aux deux bar d'or et en 6 d'or à la bande de gueules chargé de trois alérions d'argent. Sur le tout d'or aux quatre pals de gueules.. |
|      | Карл IV (1414—1472))                                                                            | старий французький | Лазурний щит оздоблений золотими ліліями. Обрамлення червоне зі зображенням срібного лева у верхній правій частині. | D'azur semé de lys d'or et à la bourdure de gueules, chargée au franc-quartier d'un lion d'argent.. |
|      | Карл V (1414—1472))                                                                             | старий французький | Щит розтятий та перетятий. Перше та четверте поля поділені на три рівні частини: 1 — розділена на вісім горизонтальних червоних і срібних смуг, що чергуються; 2 — лазурна зі частковим оздобленням золотими ліліями та титульним коміром; 3 — срібна зі Єрусалимським хрестом. Друге та третє поля лазурні зі оздоблення золотими ліліями та червоним обрамленням. У центрі щит, що поділений на вісім вертикальних золотих і червоних смуг, що чергуються. | Ecartelé en I et IV tiercé en pal en 1 fascé de gueules et d'argent, en 2 d'azur semé de lys d'or et au lambel de gueules, en 3 d'argent à la croix potencée d'or et en II et III d'azur semé de lys d'or et à la bordure de gueules ; sur le tout d'or aux quatre pals de gueules.. |

### Дім Валуа-Бургундський
| Герб | Принц                                                                                   | Форма щита         | Опис | Оригінальний геральдичний опис |
| ---- | --------------------------------------------------------------------------------------- | ------------------ | --- | --- |
|      | Філіпп II (1342—1404)                                                                   | старий французький | До 1364: Лазурний щит оздоблений золотими ліліями. Обрамлення червоно-срібне. | D'azur semé de fleurs de lys d'or à la bordure componée d'argent et de gueules. |
|      | Філіпп II (1342—1404)                                                                   | старий французький | Після 1364: Щит розтятий та перетятий. Перша та четверта частини лазурні зі оздобленням золотими ліліями та червоно-срібним обрамленням. Друга та третя — розділені на шість діагональних лазурних і золотих частин, що чергуються, має червоне оздоблення. | Parti d'argent à la croix potencée d'or, cantonnée de quatre croisettes du même et mi-parti d'azur semé de lys d'or et au lambel de gueules et d'azur semé de lys d'or et à la bourdure de gueules. |
|      | Іоанн I (1371—1419) Також використовував - Філіпп III (1396—1467): з 1419 по 1430 роки. | старий французький | Щит розтятий та перетятий. Перша та четверта частини лазурні зі оздобленням золотими ліліями та червоно-срібним обрамленням. Друга та третя — розділені на шість діагональних лазурних і золотих частин, що чергуються, має червоне оздоблення. У центрі золотий щит зі чорним левом, який має червоне озброєння. | Ecartelé en 1 et 4 d'azur semé de fleurs de lys d'or à la bordure componée d'argent et de gueules et en 2 et 3 bandé d'or et d'azur de six pièces, à la bordure de gueules, sur le tout d'or au lion de sable armé et lampassé de gueules. |
|      | Маргарита (1374—1441)                                                                   | старий французький | Щит розтятий і перетятий. Перша частина веретеноподібно поділена на лазурь та срібло. Друга — лазурна зі оздобленням золотими ліліями та червоно-срібним обрамленням. Третя — золота та поділена на чотири частини, у кожній частині зображений лев: у 1 та 3 — чорний зі червоним озброєнням, у 2 та 4 — червоний зі лазурним озброєнням. Четверта — розділена на шість діагональних лазурних і золотих частин, що чергуються, має червоне оздоблення. | Ecartelé, en 1, fuselé en bande d'azur et d'argent (de Wittelsbach), en 2, semé de fleurs de lys d'or à la bordure componée d'argent et de gueules, en 3 contre-écartelé en 1 et 4 d'or, au lion de sable, armé et lampassé de gueules et en 2 et 3 d'or, au lion de gueules, armé et lampassé d'azur, en 4 bandé d'or et d'azur de six pièces. |
|      | Антуан (1384—1415)                                                                      | старий французький | Щит розтятий і перетятий. Перша та четверта частини лазурні зі трьома золотими ліліями, одна над одною, та червоно-срібним обрамленням. Друга — чорна зі золотим левом, що має червоне озброєння. Третя — срібна зі червоним левом, що має золоте озброєння та корону. | Ecartelé en 1 et 4 d'azur à trois fleurs de lys d'or et à la bordure componée d'argent et de gueules, en 2 de sable au lion d'or, armé et lampassé de gueules et au 3 d'argent au lion de gueules armé et lampassé d'or. |
|      | Філіпп II (1389—1415)                                                                   | старий французький | Щит розтятий і перетятий. Перша та четверта частини лазурні зі трьома золотими ліліями, одна над одною, та червоно-срібним обрамленням. Друга та четверта — золоті зі чорним левом, що має червоне озброєння. | Ecartelé en 1 et 4 d'azur semé de lys d'or et à la bordure componée d'argent et de gueules, en 2 et 3 d'or au lion de sable armé, couronné et lampassé de gueules. |
|      | Філіпп III (1396—1467) Після 1467: Карл I (1433—1477)                                   | старий французький | Після 1430: Щит розтятий і перетятий. Перша та четверта частини лазурні зі оздобленням золотими ліліями та червоно-срібним обрамленням. Друга та третя — розтяті. Права їх частина має червоне обрамлення й поділена на шість діагональних лазурних і золотих смуг, що чергуються. Ліва — для другої частини щита — чорна зі золотим левом, що має червоне озброєння; для третьої частини — срібна зі червоним левом, що має золоте озброєння та корону. У центрі золотий щиток зі чорним левом, у якого червоне озброєння. | Ecartelé en 1 et 4 d'azur semé de fleurs de lys d'or à la bordure componée d'argent et de gueules et en 2 parti de bandé d'or et d'azur de six pièces, à la bordure de gueules et de sable au lion d'or, armé et lampassé de gueules et en 3 parti de bandé d'or et d'azur de six pièces, à la bordure de gueules et d'argent au lion de gueules armé et lampassé d'or. Sur le tout d'or au lion de sable armé et lampassé de gueules. |
|      | Марія (1393—1463)                                                                       | старий французький | Щит розтятий і перетятий. Перша частина червлена зі золотим карбункулом та срібним щитком у центрі. Друга — лазурна зі оздоблення золотими ліліями та червоно-срібним обрамленням. Третя — золота зі червоно-срібною шаховою балкою. Четверта — розділена на шість діагональних лазурних і золотих частин, що чергуються, має червоне оздоблення. У центрі золотий щиток зі чорним левом, зображений лише на лівій частині. | Ecartelé, en 1, coupé de gueules, à l'écusson d'argent, aux rais d'escarboucle d'or, brochantes sur le tout, en 2, coupé d'azur semé de fleurs de lys d'or à la bordure componée d'argent et de gueules, en 3 d'or, à la fasce échiquetée d'argent et de gueules de trois tires, en 4 d'azur de six pièces, à la bordure de gueules et à un demi Flandre brochant sur le tout mouvant du parti. |
|      | Карл I (1433—1477)                                                                      | старий французький | До 1467 року використовувався ідентичний герб як у Філіппа III. Проте мав срібний титульний комір. | Pleines armes de Bourgogne (celles de son père), brisées d'un lambel d'argent. |
|      | Марія (1433—1477)                                                                       | старий французький | Щит розтятий і перетятий. Перша частина розтята: права — лазурна зі п'ятьма золотими орлами; ліва — розділена на три горизонтальні червоні та срібні смуги, що чергуються. Друга — поділена на три частини: 1 — лазурна зі оздоблення золотими ліліями та червоно-срібним обрамленням; 2 — найменша, розділена на шість діагональних лазурних та золотих смуг, має червоне обрамлення; 3 — чорна зі золотим левом, у якого червоне озброєння. Третя — на чотири частини (три маленькі та одна велика): 1 — зелена зі срібним левом; 2 — розділена на три горизонтальні червоні та срібні смуги, що чергуються; 3 — золота зі чорними левами; 4- найбільша, срібна зі лазурним орлом, у якого червоне озброєння, що тримає полотно у формі півмісяця, оздоблене червоно-золотою шахівницею. | deux grandes parties: le premier (gauche) pour Maximilien Ier de Habsbourg coupé du parti d'Autriche ancien et d'Autriche moderne, et du tiercé en pal de Styrie, de Carinthie et de Carniole, sur le tout de Tyrol. le deuxième (droit) écartelé en 1 et 4 d'azur semé de fleurs de lys d'or à la bordure componée d'argent et de gueules et en 2 parti de bandé d'or et d'azur de six pièces, à la bordure de gueules et de sable au lion d'or, armé et lampassé de gueules et en 3 parti de bandé d'or et d'azur de six pièces, à la bordure de gueules et d'argent au lion de gueules armé et lampassé d'or. Sur le tout d'or au lion de sable armé et lampassé de gueules. |

## Дім Д'Евре
| Герб | Принц                                    | Форма щита         | Опис | Оригінальний геральдичний опис |
| ---- | ---------------------------------------- | ------------------ | --- | --- |
|      | Людовик (1276—1319)                      | старий французький | Лазурний щит оздоблений золотими ліліями. Правобічний перев'яз складається зі шести горизонтальних червоних та срібних смуг, що чергуються. | D'azur seme de fleurs de lys d'or a la bande componee d'argent et de gueules. |
|      | Філіпп III (1306—1343)                   | старий французький | Щит розп'ятий та перетятий. Перша та четверта частини лазурні зі оздобленням золотими ліліями та правобічний перев'язом, що складається зі шести горизонтальних червоних та срібних смуг, які чергуються. Друга та третя — червлені зі золотими ланцюгами, укладеними в косий та прямий хрест і по периметру щита, у середині розташований ізумруд.                                           | Ecartele en 1 et 4 d'azur seme de fleurs de lys d'or a la bande componee d'argent et de gueules, en 2 et 3 de gueules aux chaines d'or posees en orle, en croix et en sautoir, chargees en c?ur d'une emeraude au naturel.                                                                                           |
|      | Карл II (1332—1387) Карл III (1361—1425) | старий французький | Щит розп'ятий та перетятий. Перша та четверта частини червлені зі золотими ланцюгами, укладеними в косий та прямий хрест і по периметру щита, у середині розташований ізумруд. Друга та третя — лазурні зі оздобленням золотими ліліями та правобічний перев'язом, що складається зі шести горизонтальних червоних та срібних смуг, які чергуються.                                           | Ecartele en 1 et 4 de gueules aux chaines d'or posees en orle, en croix et en sautoir, chargees en c?ur d'une emeraude au naturel, en 2 et 3 d'azur seme de fleurs de lys d'or a la bande componee d'argent et de gueules.                                                                                           |
|      | Бланка (1333—1398)                       | ромб               | Щит розп'ятий. Права частина лазурна та оздоблена золотими ліліями. Ліва перетята. Її верхня частина червлена зі золотими ланцюгами, укладеними в косий та прямий хрест і по периметру щита, у середині розташований ізумруд. Нижня — лазурна зі оздобленням золотими ліліями та правобічний перев'язом, що складається зі шести горизонтальних червоних та срібних смуг, які чергуються      | Parti, en 1 de France, qui est d'azur aux trois fleurs de lys d'or et en 2 coupe de Navarre, qui est de gueules aux chaines d'or posees en orle, en croix et en sautoir, chargees en coeur d'une emeraude au nature et d'Evreux qui est d'azur seme de fleurs de lys d'or a la bande componee d'argent et de gueules |
|      | Карл III (1361—1425)                     | старий французький | Щит розп'ятий та перетятий. Титульний комір срібний зі трьома вежами. Перша та четверта частини червлені зі золотими ланцюгами, укладеними в косий та прямий хрест і по периметру щита, у середині розташований ізумруд. Друга та третя — лазурні зі оздобленням золотими ліліями та правобічний перев'язом, що складається зі шести горизонтальних червоних та срібних смуг, які чергуються. | Ecartele en 1 et 4 de gueules aux chaines d'or posees en orle, en croix et en sautoir, chargees en c?ur d'une emeraude au naturel, en 2 et 3 d'azur seme de fleurs de lys d'or a la bande componee d'argent et de gueules, au lambel d'argent.                                                                       |
|      | П'єр (1366—1412)                         | старий французький | Щит розп'ятий та перетятий. Облямівка срібна, звичайна. Перша та четверта частини червлені зі золотими ланцюгами, укладеними в косий та прямий хрест і по периметру щита, у середині розташований ізумруд. Друга та третя — лазурні зі оздобленням золотими ліліями та правобічний перев'язом, що складається зі шести горизонтальних червоних та срібних смуг, які чергуються.               | Ecartele en 1 et 4 de gueules aux chaines d'or posees en orle, en croix et en sautoir, chargees en c?ur d'une emeraude au naturel, en 2 et 3 d'azur seme de fleurs de lys d'or a la bande componee d'argent et de gueules, a la bordure d'argent.                                                                    |
|      | Карл (1305—1336)                         | старий французький | Лазурний щит оздоблений золотими ліліями. Правобічний перев'яз складається зі шести горизонтальних червоних та срібних зі горностаєм смуг, що чергуються. | D'azur seme de fleurs de lys d'or a la bande componee d'argent a la moucheture d'hermine et de gueules. |
|      | Людовик (пом. 1400)                      | старий французький | Лазурний щит оздоблений золотими ліліями. Правобічний перев'яз складається зі шести горизонтальних червоних зі золотим замком та срібних зі горностаєм смуг, що чергуються. | D'azur seme de fleurs de lys d'or a la bande componee d'argent a la moucheture d'hermine et de gueules au chateau d'or. |

## Дім Бурбонів

### Старша гілка герцогів Бурбонських
| Герб | Принц | Форма щита         | Опис | Оригінальний геральдичний опис |
| ---- | --- | ------------------ | --- | --- |
|      | - Роберт (1256—1317) - Людовик I (1280—1342) - П'єрр I (1311—1356) - Людовик II (1336—1410) - Іоанн I (1381—1434) | старий французький | Лазурний щит оздоблений золотими ліліями. Має червоний правобічний перев'яз. | D'azur seme de fleurs de lys d'or a la bande de gueules.                                                                                       |
|      | Іоанна (1338—1377)                                                                                                | ромб               | Лазурний щит оздоблений золотими ліліями та розп'ятий. Ліва частина має червоний правобічний перев'яз.                                                                                      | Parti, de France, qui est D'azur seme de fleurs de lys d'or et de Bourbon qui est D'azur seme de fleurs de lys d'or a la bande de gueules.     |
|      | Іоанна (1338—1377)                                                                                                | ромб               | Лазурний щит розп'ятий. Права частина оздоблена трьома золотими ліліями, дві над одною. Ліва частина покрита золотими ліліями та має червоний правобічний перев'яз.                         | Parti, de France, qui est D'azur aux trois fleurs de lys d'or et de Bourbon qui est D'azur aux trois fleurs de lys d'or a la bande de gueules. |
|      | Іоанн I (1381—1434)                                                                                               | старий французький | Лазурний щит прикрашений трьома золотими ліліями, дві над одною. Перев'яз правобічний червоний.                                                                                             | D'azur a trois fleurs de lys d'or a la bande de gueules.                                                                                       |
|      | Іоанн I (1381—1434)                                                                                               | старий французький | Лазурний щит прикрашений трьома золотими ліліями, дві над одною. | D'azur a trois fleurs de lys d'or au baton peri de gueules.                                                                                    |
|      | Людовік (1398—1404)                                                                                               | старий французький | Лазурний щит прикрашений трьома золотими ліліями, дві над одною. Перев'яз правобічний червоний зі трьома золотими дельфінами.                                                               | D'azur a trois fleurs de lys d'or a la bande de gueules chargee de trois dauphins d'or.                                                        |
|      | П'єрр II (1438—1503)                                                                                              | старий французький | Лазурний щит прикрашений трьома золотими ліліями, дві над одною. Перев'яз правобічний червоний зі червленим титульним коміром та чорним левом на початку.                                   | D'azur a trois fleurs de lys d'or a la bande de gueules chargee au franc quartier d'or au lion de sable eu au lambel de gueules.               |
|      | Людовик I (пом. 1486)                                                                                             | старий французький | До 1428: Лазурний щит оздоблений трьома золотими ліліями, дві над одною. Має червоний хвилястий перев'яз.                                                                                   | D'azur a trois fleurs de lys d'or a la bande engrelee de gueules.                                                                              |
|      | Людовик I (пом. 1486)                                                                                             | старий французький | Після 1428: Лазурний щит прикрашений трьома золотими ліліями, дві над одною. Перев'яз правобічний червоний зі лазурним дельфіном на початку.                                                | D'azur a trois fleurs de lys d'or a la bande de gueules chargee au franc quartier d'or au dauphin D'azur.                                      |
|      | Gilbert (1443—1496)                                                                                               | старий французький | Щит розп'ятий та перетятий. Перша та четверта частини лазурні зі трьома золотими ліліями, дві над одною, та червоним правобічним перев'язом. Друга та третя — золоті зі лазурним дельфіном. | Ecartele en 1 et 4 D'azur a trois fleurs de lys d'or et a la bande de gueules et en 2 et 3 d'or au dauphin D'azur.                             |

### Молодші гілки де ла Маршів та Вандомів
| Герб | Принц                        | Форма щита         | Опис | Оригінальний геральдичний опис |
| ---- | ---------------------------- | ------------------ | --- | --- |
|      | Жак I (1319—1362)            | старий французький | Лазурний щит зі золотими ліліями. Перев'яз червоний правобічний зі трьома срібними левами. | D'azur seme de fleurs de lys d'or a la bande de gueules chargee de trois lions leopardes. |
|      | Жак II (1370—1438)           | старий французький | Лазурний щит зі золотими ліліями розтятий та перетятий. Перша та четверта частини поділені на три рівні вертикальні смуги: 1 — розділена на вісім червоних та срібних смуг, що чергуються; 2 - має червоний титульний комір зі трьма вежами; 3 - срібна зі Єрусалимським хрестом. Друга та третя мають червлений правобічний перев'яз. | Ecartele en 1 et 4 tierce en pal en 1 fasce d'argent et de gueules de huit pieces, en 2 d'argent a la croix potence d'or et en 3 d'azur seme de fleurs de lys d'or et au lambel de gueules, et en 2 et 3 d'azur a trois fleurs de lys d'or a la bande de gueules.                                           |
|      | Антуан де Бурбон (1518—1562) | старий французький | Лазурний щит зі трьома золотими ліліями, дві над одною. | Ecartele, en 1 et 4 de gueules aux chaines d'or posees en orle, en croix et en sautoir, chargees en c?ur d'une emeraude au nature, en 2 d'azur a trois fleurs de lys d'or a la bande de gueules, en 3 d'or aux deux vaches de gueules, accornees, colletees et clarinees d'azur, passant l'une sur l'autre. |

### Французький королівський дім Бурбонів
| Герб | Принц                                 | Форма щита         | Опис | Оригінальний геральдичний опис |
| ---- | ------------------------------------- | ------------------ | --- | --- |
|      | Генріх IV (1553—1610)                 | новий французький  | Щит розтятий на лазурь і червінь. Права частина оздоблена золотими лініями. Ліва — золотими ланцюгами, укладеними в косий та прямий хрест і по периметру щита, у середині розташований ізумруд.          | Parti d'azur a trois fleurs de lys d'or et de gueules aux chaines d'or posees en orle, en croix et en sautoir, chargees en c?ur d'une emeraude au naturel. |
|      | Гастон (1608—1660) Філіпп (1640—1701) | старий французький | Лазурний щит зі трьома золотими ліліями, дві над одною, та срібним титульним коміром із трьома вежами.                                                                                                   | D'azur a trois fleurs de lys d'or au lambel d'argent. |
|      | Єлизавета (1602—1644)                 | овальний           | Щит розтятий. Права частина складається зі чотирьох частин: 1 та 4 - червоні зі золотим замком; 2 та 3 - срібна зі червоним коронованим левом. Ліва — лазурна зі трьома золотими ліліями, дві над одною. | Parti en I, ecartele en 1 et 4, de gueules au chateau d'or ouvert et ajoure d'azur, et en 2 et 3 d'argent au lion de gueules arme, lampasse et couronne d'or, ente en pointe du sur-le-tout d'argent a une pomme grenade de gueules, tigee et feuillete de sinople et en II, d'azur aux trois fleurs de lys d'or. |
|      | Філіп V (1683—1746)                   | старий французький | Лазурний щит зі трьома золотими ліліями, дві над одною. Має червоне звичайне обрамлення. | D'azur a trois fleurs de lys d'or a la bordure de gueules |
|      | Карл (1686—1714)                      | старий французький | Лазурний щит зі трьома золотими ліліями, дві над одною. Має червоне хвилясте обрамлення. | D'azur a trois fleurs de lys d'or a la bordure engrelee de gueules. |
|      | Карл-Фердинанд (1778—1820)            | старий французький | Лазурний щит зі трьома золотими ліліями, дві над одною. Має червоне, у вигляді веж, обрамлення. | D'azur a trois fleurs de lys d'or et la bordure crenelee de gueules |

### Іспанський королівський дім Бурбонів
| Герб                                               | Принц                                                                                          | Форма щита         | Опис | Оригінальний геральдичний опис |
| -------------------------------------------------- | ---------------------------------------------------------------------------------------------- | ------------------ | --- | --- |
|                                                    | Філіпп (1683—1746)                                                                             | старий французький | Щит поділений на шість рівних частин. Перша частина розтята. Її обидва поля мають по дев'ять золотих та червоних смуг, що чергуються. Ліве поле четвертне скошене, а в срібних її частинах розташований чорний орел, який дивиться на праве крило. Друга також розтята. Її праве поле складається зі горизонтальних трьох червоних і срібних смуг, що чергуються, а ліва — оздоблена золотими ліліями та має червоно-срібне обрамлення. Третя оздоблена золотими ліліями з червоним титульним коміром. Четверта — золота зі п'ятьма червоними та одним зі золотими ліліями колами. П'ята розділена на два поля: верхнє зі шістьма синіми та золотими смугами, що чергуються, та червоним обрамленням; нижнє — золота зі чорним левом, у якого червоне озброєння. Шоста поділена на два поля: верхнє — чорне зі золотим левом, у якого червоне озброєння; нижнє — срібне зі червоним орлом, який має золоте озброєння. Щиток розтятий та перетятий. Перша та четверта частини червлені зі золотим замком. Друга та третя — срібні зі червоним левом, що має золоті корону та озброєння. У центрі лазурний щит зі трьома золотими ліліями, дві над одною, і червоним обрамленням. Середина підніжжя срібна зі розрізаним по центру гранатом і зеленими стеблом та пелюстками.                        | Coupe de deux: en I, parti de trois: en 1, d'or a quatre pals de gueules, en 2, ecartele en sautoir d'or aux quatre pals de gueules et d'argent a l'aigle de sable, en 3, de gueules a la fasce d'argent et en 4, d'azur seme de fleurs de lys d'or a la bordure componee d'argent et de gueules ; en II, parti d'azur seme de fleurs de lys d'or au lambel de gueules et d'or a six tourteaux mis en orle, cinq de gueules, celui en chef d'azur charge de trois fleurs de lis d'or ; en III, parti bande d'or et d'azur de six pieces, a la bordure de gueules et de sable, au lion d'or, arme et lampasse de gueules ; ente en pointe parti d'or, au lion de sable, arme et lampasse de gueules et d'argent a l'aigle eployee de gueules, membree et becquee d'or ; sur-le-tout, ecartele en 1 et 4, de gueules au chateau d'or ouvert et ajoure d'azur et en 2 et 3 d'argent au lion de gueules arme, lampasse et couronne d'or, ente en pointe du sur-le-tout d'argent a une pomme grenade de gueules, tigee et feuilletee de sinople ; sur-le-tout-du-tout d'azur a trois fleurs de lys d'or a la bordure de gueules. |
|                                                    | Філіпп (1683—1746)                                                                             | новий французький  | Щит поділений на чотири частини. Перша розтята і перетята. Перша та четверта частини червлені зі золотим замком. Друга та третя — срібні зі червоним левом, що має золоті корону та озброєння. Середина підніжжя срібна зі розрізаним по центру гранатом і зеленими стеблом та пелюстками. Друга лише розтята. Її обидва поля мають по дев'ять золотих та червоних смуг, що чергуються. Ліве поле четвертне скошене, а в срібних її частинах розташований чорний орел, який дивиться на праве крило. Третя перетята. Верхнє її поле розділене на дві червоні та одну срібну смуги, нижнє розділено на дві частини: 1 — поділена на шість синіх та золотих смуг, що чергуються, та червоним обрамленням; 2 — золота зі чорним левом, у якого червоне озброєння. Четверта перетята. Верхнє її поле оздоблено золотими ліліями в червоно-срібному обрамленні, нижнє розділено на дві частини: 1 — чорна зі золотим левом, у якого червоне озброєння; 2 — срібна зі червоним орлом, який має золоте озброєння. | Coupe: en chef parti en 1 ecartele en 1 et 4, de gueules au chateau d'or ouvert et ajoure d'azur et en 2 et 3 d'argent au lion de gueules arme, lampasse et couronne d'or ente en pointe d'argent a une pomme grenade de gueules, tigee et feuillete de sinople; 2 parti en 1 d'or a quatre pals de gueules et en 2 ecartele en sautoir d'or aux quatre pals de gueules et d'argent a l'aigle de sable;II, tigee et feuillete de sinople et en pointe ecartele en 1 de gueules a la fasce d'argent; 2, d'azur seme de fleurs de lys d'or a la bande componee d'argent et de gueules, en 3 bande d'or et d'azur de six pieces, a la bordure de gueules 4, de sable au lion d'or, arme et lampasse de gueules; ente en pointe parti d'or au lion de sable arme, couronne et lampasse de gueules et d'argent a l'aigle eploye de gueules, membre et becque d'or;sur le tout d'azur a trois fleurs de lys d'or a la bourdure de gueules. |
| - Людовик I (1707—1724) - Фердинанд VI (1713—1759) |                                                                                                | новий французький  | Щит поділений на чотири частини. Перша розтята і перетята. Перша та четверта частини червлені зі золотим замком. Друга та третя — срібні зі червоним левом, що має золоті корону та озброєння. Середина підніжжя срібна зі розрізаним по центру гранатом і зеленими стеблом та пелюстками. Друга лише розтята. Її обидва поля мають по дев'ять золотих та червоних смуг, що чергуються. Ліве поле четвертне скошене, а в срібних її частинах розташований чорний орел, який дивиться на праве крило. Третя перетята. Верхнє її поле розділене на дві червоні та одну срібну смуги, нижнє розділено на дві частини: 1 — поділена на шість синіх та золотих смуг, що чергуються, та червоним обрамленням; 2 — золота зі чорним левом, у якого червоне озброєння. Четверта перетята. Верхнє її поле оздоблено золотими ліліями в червоно-срібному обрамленні, нижнє розділено на дві частини: 1 — чорна зі золотим левом, у якого червоне озброєння; 2 — срібна зі червоним орлом, який має золоте озброєння. | Coupe: en chef parti en 1 ecartele en 1 et 4, de gueules au chateau d'or ouvert et ajoure d'azur et en 2 et 3 d'argent au lion de gueules arme, lampasse et couronne d'or ente en pointe d'argent a une pomme grenade de gueules, tigee et feuillete de sinople; 2 parti en 1 d'or a quatre pals de gueules et en 2 ecartele en sautoir d'or aux quatre pals de gueules et d'argent a l'aigle de sable;II, tigee et feuillete de sinople et en pointe ecartele en 1 de gueules a la fasce d'argent; 2, d'azur seme de fleurs de lys d'or a la bande componee d'argent et de gueules, en 3 bande d'or et d'azur de six pieces, a la bordure de gueules 4, de sable au lion d'or, arme et lampasse de gueules; ente en pointe parti d'or au lion de sable arme, couronne et lampasse de gueules et d'argent a l'aigle eploye de gueules, membre et becque d'or;sur le tout d'azur a trois fleurs de lys d'or a la bourdure de gueules. |
|                                                    | - Карл (1716—1788) - Карл IV (1748—1819) - Фердинанд VII (1784—1833) - Ізабелла II (1830—1904) | старий французький | Щит поділений на шість рівних частин. Перша частина розтята. Її обидва поля мають по дев'ять золотих та червоних смуг, що чергуються. Ліве поле четвертне скошене, а в срібних її частинах розташований чорний орел, який дивиться на праве крило. Друга також розтята. Її праве поле складається зі горизонтальних трьох червоних і срібних смуг, що чергуються, а ліва — оздоблена золотими ліліями та має червоно-срібне обрамлення. Третя — золота зі шістьма лазурними ліліями, відцентрованих та розташовані в 3, 2, 1. Четверта — золота зі п'ятьма червоними та одним зі золотими ліліями колами. П'ята розділена на два поля: верхнє зі шістьма синіми та золотими смугами, що чергуються, та червоним обрамленням; нижнє — золота зі чорним левом, у якого червоне озброєння. Шоста поділена на два поля: верхнє — чорне зі золотим левом, у якого червоне озброєння; нижнє — срібне зі червоним орлом, який має золоте озброєння. Щиток розтятий та перетятий. Перша та четверта частини червлені зі золотим замком. Друга та третя — срібні зі червоним левом, що має золоті корону та озброєння. У центрі лазурний щит зі трьома золотими ліліями, дві над одною, і червоним обрамленням. Середина підніжжя срібна зі розрізаним по центру гранатом і зеленими стеблом та пелюстками. | Coupe de deux: en I, parti de trois: en 1, d'or a quatre pals de gueules, en 2, ecartele en sautoir d'or aux quatre pals de gueules et d'argent a l'aigle de sable, en 3, de gueules a la fasce d'argent et en 4, d'azur seme de fleurs de lys d'or a la bordure componee d'argent et de gueules ; en II, parti d'or a six fleurs de lys d'azur posees 3, 2 et 1 et d'or a six tourteaux mis en orle, cinq de gueules, celui en chef d'azur charge de trois fleurs de lis d'or ; en III, parti bande d'or et d'azur de six pieces, a la bordure de gueules et de sable, au lion d'or, arme et lampasse de gueules ; ente en pointe parti d'or, au lion de sable, arme et lampasse de gueules et d'argent a l'aigle eploye de gueules, membre et becque d'or ; sur-le-tout, ecartele en 1 et 4, de gueules au chateau d'or ouvert et ajoure d'azur et en 2 et 3 d'argent au lion de gueules arme, lampasse et couronne d'or, ente en pointe du sur-le-tout d'argent a une pomme grenade de gueules, tigee et feuillete de sinople ; sur-le-tout-du-tout d'azur a trois fleurs de lys d'or a la bordure de gueules.           |
|                                                    | Франциск I (1822—1902)                                                                         | новий французький  | Щит перетятий та розтятий. Перша та четверта частини червоні зі золотим замком. Друга та третя — срібні зі червленим левом, що має золоті корону та озброєння. Середина підніжжя срібна зі розрізаним по центру гранатом і зеленими стеблом та пелюстками. У центрі лазурний щиток зі трьома золотими ліліями, дві над одною, і червоним обрамленням. | Ecartele en 1 et 4, de gueules au chateau d'or ouvert et ajoure d'azur et en 2 et 3 d'argent au lion de pourpre arme, lampasse et couronne d'or, ente en pointe du sur-le-tout d'argent a une pomme grenade de gueules, tigee et feuillete de sinople sur-le-tout-du-tout d'azur a trois fleurs de lys d'or a la bordure de gueules. |
|                                                    | Карлісти (до 1883)                                                                             | новий французький  | Щит перетятий та розтятий. Перша та четверта частини червоні зі золотим замком. Друга та третя — срібні зі червленим левом, що має золоті корону та озброєння. Середина підніжжя срібна зі розрізаним по центру гранатом і зеленими стеблом та пелюстками. У центрі лазурний щиток зі трьома золотими ліліями, дві над одною. | Ecartele en 1 et 4 de gueules au chateau d'or ouvert et ajoure d'azur, en 2 et 3 d'argent au lion de pourpre arme, lampasse et couronne d'or, ente en pointe d'argent a une pomme grenade de gueules, tigee et feuillete de sinople; sur le tout d'azur aux trois fleurs de lys d'or. |
|                                                    | - Альфонс Бурбонський (1857—1885) - Альфонс XIII (1886—1941) - Хуан Карлос I (1938 — донині)   | новий французький  | Щит перетятий та розтятий. Перша частина червона зі золотим замком. Друга — срібна зі червленим левом, що має золоті корону та озброєння. Третя — поділена на дев'ять вертикальних золотих і червоних смуг, що чергуються. Четверта — червлена зі золотими ланцюгами, укладеними в косий та прямий хрест і по периметру, а у середині розташований ізумруд. Середина підніжжя срібна зі розрізаним по центру гранатом і зеленими стеблом та пелюстками. У центрі лазурний щиток зі трьома золотими ліліями, дві над одною, і червоним обрамленням. | Ecartele au 1 de gueules au chateau d'or couvert et ajoure d'azur, au 2 d'argent au lion de pourpre arme, lampasse et couronne d'or, au 3 d'or au quatre pals de gueules, au 4 de gueules aux chaines d'or posees en orle, en croix et en sautoir, chargees en c?ur d'une emeraude au naturel, ente en pointe d'argent a une pomme grenade de gueules tige et feuille de sinople et sur le tout d'azur a trois fleurs de lys d'or a la bourdure de gueules. |
|                                                    | Принц Астурійський (донині)                                                                    | новий французький  | Щит перетятий та розтятий. Перша частина червона зі золотим замком. Друга — срібна зі червленим левом, що має золоті корону та озброєння. Третя — поділена на дев'ять вертикальних золотих і червоних смуг, що чергуються. Четверта — червлена зі золотими ланцюгами, укладеними в косий та прямий хрест і по периметру, а у середині розташований ізумруд. Титульний комір лазурний зі трьома вежами. Середина підніжжя срібна зі розрізаним по центру гранатом і зеленими стеблом та пелюстками. У центрі лазурний щиток зі трьома золотими ліліями, дві над одною, і червоним обрамленням. | Ecartele au 1 de gueules au chateau d'or couvert et ajoure d'azur, au 2 d'argent au lion de pourpre arme, lampasse et couronne d'or, au 3 d'or au quatre pals de gueules, au 4 de gueules aux chaines d'or posees en orle, en croix et en sautoir, chargees en c?ur d'une emeraude au naturel, accompagne en pointe d'argent a une pomme grenade de gueules tige et feuille de sinople et sur le tout d'azur a trois fleurs de lys d'or a la bourdure de gueules, au lambel d'azur pose sur le tout. |
|                                                    | Альфонсо XIII (1886—1941)                                                                      | новий французький  | До 1936: Щит перетятий та розтятий. Перша частина червона зі золотим замком. Друга — срібна зі червленим левом, що має золоті корону та озброєння. Третя — поділена на дев'ять вертикальних золотих і червоних смуг, що чергуються. Четверта — червлена зі золотими ланцюгами, укладеними в косий та прямий хрест і по периметру, а у середині розташований ізумруд. Середина підніжжя срібна зі розрізаним по центру гранатом і зеленими стеблом та пелюстками. У центрі лазурний щиток зі трьома золотими ліліями, дві над одною. | Ecartele en 1 de gueules au chateau d'or ouvert et ajoure d'azur, en 2 d'argent au lion de pourpre arme, lampasse et couronne d'or, en 3 d'or a quatre pals de gueules et en 4 de gueules aux chaines d'or posees en orle, en croix et en sautoir, chargees en coeur d'une emeraude au naturel, ente en pointe d'argent a une pomme grenade de gueules, tigee et feuillete de sinople ; sur le tout d'azur aux trois fleurs de lys d'or. |
|                                                    | Альфонсо (1936—1989)                                                                           | новий французький  | Щит розтятий. Права частина лазурна зі трьома золотими ліліями, дві над одною. Ліва частина поділена на чотири поля. Перше — червоне зі золотим замком. Друге — срібне зі червленим левом, що має золоті корону та озброєння. Третє — поділене на дев'ять вертикальних золотих і червоних смуг, що чергуються. Четверте — червлене зі золотими ланцюгами, укладеними в косий та прямий хрест і по периметру, а у середині розташований ізумруд. | Parti en I, d'azur a trois fleurs de lys d'or et en II, ecartele en 1 de gueules au chateau d'or ouvert et ajoure d'azur, en 2 d'argent au lion de gueules arme, lampasse et couronne d'or, en 3 d'or a quatre pals de gueules et en 4 de gueules aux chaines d'or posees en orle, en croix et en sautoir, chargees en coeur d'une emeraude au naturel, ente en pointe d'argent a une pomme grenade de gueules, tigee et feuillete de sinople. |

### Бурбон-Неаполітанський дім
| Герб | Принц                      | Форма щита          | Опис | Оригінальний геральдичний опис |
| ---- | -------------------------- | ------------------- | --- | --- |
|      | Неаполітанські Бурбони     | новий французький   | Щит поділений на три смуги. Перша розділена на верхню золоту зі шістьма лазурними ліліями, відцентрованих та розташовані в порядку 3, 2, 1; та нижню срібну зі п'ятьма щитами краплеподібної форми, що розміщені хрестом, і має червлене обрамлення зі сімома золотими замками. Друга — на верхню розтяту на перетяту, де перше і четверте поля червлені зі золотими замками, а друге і третє — срібні зі червоним левом зі золотою короною та озброєнням; і нижню лазурну зі золотими ліліями та червленим титульним коміром. Третя — золота, де знаходяться п'ять червоних кіл та одне зверху зі золотими ліліями. У центрі лазурний щиток зі трьома ліліями, дві над одною, та червоною облямівкою. | Parti de deux, en I coupe d'or aux six fleurs de lys d'azur posees 3, 2 et 1, (qui est de Farnese) et d'argent, a cinq ecussons d'azur, poses en croix, les deux de flanc mis de cote, chaque ecusson charge de cinq besants du champ, poses en sautoir, a la bordure de gueules, chargee de neuf chateaux d'or, donjonnes de trois tours, ouverts et ajoures d'azur (qui est du Portugal), en II coupe ecartele en 1 et 4, de gueules au chateau d'or ouvert et ajoure d'azur (qui est de Castille) et en 2 et 3 d'argent au lion de gueules arme, lampasse et couronne d'or (qui est de leon) et d'azur seme de fleurs de lys d'or au lambel de gueules (qui est de Naples) et en III d'or a six tourteaux mis en orle, cinq de gueules, celui en chef d'azur charge de trois fleurs de lis d'or (qui est de Toscane); sur le tout d'azur, a trois fleurs de lys d'or, a la bordure de gueules, (qui est d'Anjou). |
|      | Королі Обох Сицилій        | новий французький   | Щит розділений на три смуги. Перша перетята та розтята. Перша і четверта частини золоті зі шістьма лазурними ліліями, відцентрованих та розташовані в порядку 3, 2, 1. Друга та третя — розтяті: права — розділена на червоні та срібні горизонтальні смуги, що чергуються; ліва — на шість золотих та лазурних діагональних смуг, що чергуються, і має червоне обрамлення. Друга поділена на три частини. Верхня частина розтята. Права її частина розтята і перетята. Перше і четверте поля червлені зі золотими замками, друге і третє — срібні зі червоним левом зі золотою короною та озброєнням. Ліва розтята. Її обидва поля мають по дев'ять золотих та червоних смуг, що чергуються. Ліве поле четвертне скошене, а в срібних її частинах розташований чорний орел, який дивиться на праве крило. Середина підніжжя частини срібна зі розрізаним по центру гранатом і зеленими стеблом та пелюстками. Центральна — розтята. Її праве поле складається зі горизонтальних трьох червоних і срібних смуг, що чергуються, а ліва — оздоблена золотими ліліями та має червоно-срібне обрамлення. Нижня — розтята і перетята. Перше частина розділена на два поля: верхнє зі шістьма синіми та золотими смугами, що чергуються, та червоним обрамленням; нижнє — золота зі чорним левом, у якого червоне озброєння. Друга частина також поділена на два поля: верхнє — чорне зі золотим левом, у якого червоне озброєння; нижнє — срібне зі червоним орлом, який має золоте озброєння. Третя — лазурна зі золотими ліліями та червоним титульним коміром. Четверта — срібна зі Єрусалимським хрестом. У центрі лазурний щиток зі трьома ліліями, дві над одною, та червоною облямівкою. | Parti de deux : - au I, ecartele : 1 et 4, d'or aux six fleurs de lys d'azur posees 3, 2 et 1 , (qui est de Farnese); 2 et 3, parti de gueules a la fasce d'argent (qui est d'Autriche) et bande d'or et d'argent de six pieces a la bordure de gueules (qui est de Bourgogne ancien); sur-le-tout d'argent aux cinq ecussons disposes en croix d'azur charges de cinq besans d'argent en sautoir a la bordure de gueules chargee de huit chateaux d'or, donjonnes de trois tours, ouverts et ajoures d'azur (qui est de Portugal); - au II, coupe de 3, au I parti d'ecartele au 1 et 4 de gueules au chateau d'or, donjonnes de trois tours, ouverts et ajoures d'azur (qui est de Castille) et au 2 et 3 d'argent au lion de pourpre (qui est de Leon); et contre-parti d'or aux quatre pals de gueules (qui est d'Aragon) et ecartele en sautoir d'or aux quatre pals de gueules et d'argent a l'aigle de sable (qui est de Sicile); ente en pointe d'argent a une pomme grenade de gueules tigee et feuillee de sinople (qui est de Grenade); au II parti de gueules a la fasce d'argent (qui est d'Autriche) et d'azur seme de lys d'or a la bordure componee de gueules et d'argent (qui est de Bourgogne), au III ecartele en 1 taille d'argent de six pieces a la bordure de gueules (qui est de Bourgogne ancien) et d'or au lion de sable arme et lampasse de gueules (qui est de Flandre) au II tranche de sable au lion d'or arme et lampasse de gueules (qui est de Brabant) et d'argent a l'aigle de gueules (qui est de Tyrol), au 3 seme de lys d'or au lambel de gueules (qui est de Naples) et au 4 d'argent a la croix potencee d'or cantonne de quatre croisettes de meme (qui est de Jerusalem); - au III, d'or a six tourteaux mis en orle, cinq de gueules, celui en chef d'azur charge de trois fleurs de lis d'or (qui est de Toscane); sur-le-tout d'azur a trois fleurs de lys d'or poses 2 et 1 a la bordure de gueules (qui est d'Anjou). |
|      | Марія-Амелія (1782—1866)   | подвійний, овальний | Складається зі двох овальних щитів. Правий — лазурний зі трьома ліліями, дві над одною, і срібним титульним коміром. Лівий — розділений на три смуги. Перша перетята та розтята. Перша і четверта частини золоті зі шістьма лазурними ліліями, відцентрованих та розташовані в порядку 3, 2, 1. Друга та третя — розтяті: права — розділена на червоні та срібні горизонтальні смуги, що чергуються; ліва — на шість золотих та лазурних діагональних смуг, що чергуються, і має червоне обрамлення. Друга поділена на три частини. Верхня частина розтята. Права її частина розтята і перетята. Перше і четверте поля червлені зі золотими замками, друге і третє — срібні зі червоним левом зі золотою короною та озброєнням. Ліва розтята. Її обидва поля мають по дев'ять золотих та червоних смуг, що чергуються. Ліве поле четвертне скошене, а в срібних її частинах розташований чорний орел, який дивиться на праве крило. Середина підніжжя частини срібна зі розрізаним по центру гранатом і зеленими стеблом та пелюстками. Центральна — розтята. Її праве поле складається зі горизонтальних трьох червоних і срібних смуг, що чергуються, а ліва — оздоблена золотими ліліями та має червоно-срібне обрамлення. Нижня — розтята і перетята. Перше частина розділена на два поля: верхнє зі шістьма синіми та золотими смугами, що чергуються, та червоним обрамленням; нижнє — золота зі чорним левом, у якого червоне озброєння. Друга частина також поділена на два поля: верхнє — чорне зі золотим левом, у якого червоне озброєння; нижнє — срібне зі червоним орлом, який має золоте озброєння. Третя — лазурна зі золотими ліліями та червоним титульним коміром. Четверта — срібна зі Єрусалимським хрестом. У центрі лазурний щиток зі трьома ліліями, дві над одною, та червоною облямівкою. | Deux ecus accoles: celui des Bourbon Orleans (d'azur aux trois fleurs de lys d'or et au lambel d'argent) et celui de Bourbon-Sicile (Parti de deux, au I, ecartele : 1 et 4, d'or aux six fleurs de lys d'azur posees 3, 2 et 1 , (qui est de Farnese); 2 et 3, parti de gueules a la fasce d'argent (qui est d'Autriche) et bande d'or et d'argent de six pieces a la bordure de gueules (qui est de Bourgogne ancien); sur-le-tout d'argent aux cinq ecussons disposes en croix d'azur charges de cinq besans d'argent en sautoir a la bordure de gueules chargee de huit chateaux d'or, donjonnes de trois tours, ouverts et ajoures d'azur (qui est de Portugal); au II, coupe de 3, au I parti d'ecartele au 1 et 4 de gueules au chateau d'or, donjonnes de trois tours, ouverts et ajoures d'azur (qui est de Castille) et au 2 et 3 d'argent au lion de pourpre (qui est de Leon); et contre-parti d'or aux quatre pals de gueules (qui est d'Aragon) et ecartele en sautoir d'or aux quatre pals de gueules et d'argent a l'aigle de sable (qui est de Sicile); ente en pointe d'argent a une pomme grenade de gueules tigee et feuillee de sinople (qui est de Grenade); au II parti de gueules a la fasce d'argent (qui est d'Autriche) et d'azur seme de lys d'or a la bordure componee de gueules et d'argent (qui est de Bourgogne), au III ecartele en 1 taille d'argent de six pieces a la bordure de gueules (qui est de Bourgogne ancien) et d'or au lion de sable arme et lampasse de gueules (qui est de Flandre) au II tranche de sable au lion d'or arme et lampasse de gueules (qui est de Brabant) et d'argent a l'aigle de gueules (qui est de Tyrol), au 3 seme de lys d'or au lambel de gueules (qui est de Naples) et au 4 d'argent a la croix potencee d'or cantonne de quatre croisettes de meme (qui est de Jerusalem); au III, d'or a six tourteaux mis en orle, cinq de gueules, celui en chef d'azur charge de trois fleurs de lis d'or (qui est de Toscane); sur-le-tout d'azur a trois fleurs de lys d'or poses 2 et 1 a la bordure de gueules (qui est d'Anjou)).                           |
|      | Марія-Христина (1806—1878) | подвійний, овальний | Складається зі двох овальних щитів. Правий розділений на шість частин. Перша — розтята. Її обидва поля мають по дев'ять золотих та червоних смуг, що чергуються. Ліве поле четвертне скошене, а в срібних її частинах розташований чорний орел, який дивиться на праве крило. Друга — розтята. Перше її поле поділене на три горизонтальні червоні та срібні смуги, що чергуються, а друге — лазурне зі золотими ліліями та червоно-срібною набірною облямівкою. Третя — золота зі шістьма лазурними ліліями, відцентрованих та розташовані в порядку 3, 2, 1. Четверта — золота зі п'ятьма червоними та одним зі золотими ліліями колами. П'ята скошена зліва: верхнє зі шістьма синіми та золотими смугами, що чергуються, та червоним обрамленням; нижнє — золота зі чорним левом, у якого червоне озброєння. Шоста скошена зліва: верхнє — чорне зі золотим левом, у якого червоне озброєння; нижнє — срібне зі червоним орлом, який має золоте озброєння. Щиток розтятий та перетятий. Перша та четверта частини червлені зі золотим замком. Друга та третя — срібні зі червоним левом, що має золоті корону та озброєння. У центрі лазурний щит зі трьома золотими ліліями, дві над одною, і червоним обрамленням. Ліва поділений на три смуги. Перша розділена на верхню золоту зі шістьма лазурними ліліями, відцентрованих та розташовані в порядку 3, 2, 1; та нижню срібну зі п'ятьма щитами краплеподібної форми, що розміщені хрестом, і має червлене обрамлення зі сімома золотими замками. Друга — на верхню розтяту на перетяту, де перше і четверте поля червлені зі золотими замками, а друге і третє — срібні зі червоним левом зі золотою короною та озброєнням; і нижню лазурну зі золотими ліліями та червленим титульним коміром. Третя — золота, де знаходяться п'ять червоних кіл та одне зверху зі золотими ліліями. У центрі лазурний щиток зі трьома ліліями, дві над одною, та червоною облямівкою. | Deux ecus accoles: celui des Coupe de deux: en I, parti de trois: en 1, d'or a quatre pals de gueules, en 2, ecartele en sautoir d'or aux quatre pals de gueules et d'argent a l'aigle de sable, en 3, de gueules a la fasce d'argent et en 4, d'azur seme de fleurs de lys d'or a la bordure componee d'argent et de gueules ; en II, parti d'or a six fleurs de lys d'azur posees 3, 2 et 1 (ou 1,2,2,1) et d'or a six tourteaux mis en orle, cinq de gueules, celui en chef d'azur charge de trois fleurs de lis d'or ; en III, parti bande d'or et d'azur de six pieces, a la bordure de gueules et de sable, au lion d'or, arme et lampasse de gueules ; ente en pointe parti d'or, au lion de sable, arme et lampasse de gueules et d'argent a l'aigle eploye de gueules, membre et becque d'or ; sur-le-tout, ecartele en 1 et 4, de gueules au chateau d'or ouvert et ajoure d'azur et en 2 et 3 d'argent au lion de gueules arme, lampasse et couronne d'or, ente en pointe du sur-le-tout d'argent a une pomme grenade de gueules, tigee et feuillete de sinople ; sur-le-tout-du-tout d'azur au trois fleurs de lys d'or a la bordure de gueules et celui de Bourbon-Sicile, qui est parti de deux, en I coupe d'or aux six fleurs de lys d'azur posees 3, 2 et 1 , (qui est de Farnese) et d'argent, a cinq ecussons d'azur, poses en croix, les deux de flanc mis de cote, chaque ecusson charge de cinq besants du champ, poses en sautoir, a la bordure de gueules, chargee de neuf chateaux d'or, donjonnes de trois tours, ouverts et ajoures d'azur (qui est du Portugal), en II coupe ecartele en 1 et 4, de gueules au chateau d'or ouvert et ajoure d'azur (qui est de Castille) et en 2 et 3 d'argent au lion de gueules arme, lampasse et couronne d'or (qui est de leon) et d'azur seme de fleurs de lys d'or au lambel de gueules (qui est de Naples) et en III d'or a six tourteaux mis en orle, cinq de gueules, celui en chef d'azur charge de trois fleurs de lis d'or (qui est de Toscane) ; sur le tout d'azur, a trois fleurs de lys d'or, a la bordure de gueules, (qui est d'Anjou).[джерело?] |
|      | Мерседес                   | овальний            | До 1977: Щит розтятий. Права частина розтята і перетята. Перше поле червоне зі золотим замком. Друге — срібне зі червленим левом, у якого золота корона та озброєння. Третє — поділене на дев'ять вертикальних золотих і червоних смуг, що чергуються. Четверте — червлене зі золотими ланцюгами, укладеними в косий та прямий хрест і по периметру, а у середині розташований ізумруд. Середина підніжжя частини срібна зі розрізаним по центру гранатом і зеленими стеблом та пелюстками. Ліва частина складається зі трьох смух. Перша — Перша розділена на верхню золоту зі шістьма лазурними ліліями, відцентрованих та розташовані в порядку 3, 2, 1; та нижню срібну зі п'ятьма щитами краплеподібної форми, що розміщені хрестом, і має червлене обрамлення зі сімома золотими замками. Друга — на верхню розтяту на перетяту, де перше і четверте поля червлені зі золотими замками, а друге і третє — срібні зі червоним левом зі золотою короною та озброєнням; і нижню лазурну зі золотими ліліями та червленим титульним коміром. Третя — золота, де знаходяться п'ять червоних кіл та одне зверху зі золотими ліліями. У центрі правої частини лазурний щиток зі трьома ліліями, дві над одною, а у лівій — таки й же, але зі червленою облямівкою. Після 1977 року, щитки обох частин однакові — лазурні зі трьома ліліями та червоною каймою. | Parti en I, ecartele au 1 de gueules au chateau d'or couvert et ajoure d'azur, qui est de Castille, au 2 d'argent au lion de pourpre arme, lampasse et couronne d'or, qui est de Leon, au 3 d'or au quatre pals de gueules, qui est de Aragon, au 4 de gueules aux chaines d'or posees en orle, en croix et en sautoir, chargees en c?ur d'une emeraude au naturel, qui est de Navarre, accompagne en pointe d'argent a une pomme grenade de gueules tige et feuille de sinople, qui est de Grenade et sur le tout d'azur aux trois fleurs de lys d'or a la bourdure de gueules, qui est d'Anjou et en II, ecartele au I parti de deux, en 1 coupe d'or aux six fleurs de lys d'azur posees 3, 2 et 1 , (qui est de Farnese) et d'argent, a cinq ecussons d'azur, poses en croix, les deux de flanc mis de cote, chaque ecusson charge de cinq besants du champ, poses en sautoir, a la bordure de gueules, chargee de neuf chateaux d'or, donjonnes de trois tours, ouverts et ajoures d'azur (qui est du Portugal), en 2 coupe ecartele en 1 et 4, de gueules au chateau d'or ouvert et ajoure d'azur (qui est de Castille) et en 2 et 3 d'argent au lion de gueules arme, lampasse et couronne d'or (qui est de leon) et d'azur seme de fleurs de lys d'or au lambel de gueules (qui est de Naples) et en 3 d'or a six tourteaux mis en orle, cinq de gueules, celui en chef d'azur charge de trois fleurs de lis d'or (qui est de Toscane) ; sur le tout d'azur, a trois fleurs de lys d'or, a la bordure de gueules, (qui est d'Anjou);. |
|      | Мерседес                   | овальний            | До 1977: Щит розтятий. Права частина розтята і перетята. Перше поле червоне зі золотим замком. Друге — срібне зі червленим левом, у якого золота корона та озброєння. Третє — поділене на дев'ять вертикальних золотих і червоних смуг, що чергуються. Четверте — червлене зі золотими ланцюгами, укладеними в косий та прямий хрест і по периметру, а у середині розташований ізумруд. Середина підніжжя частини срібна зі розрізаним по центру гранатом і зеленими стеблом та пелюстками. Ліва частина складається зі трьох смух. Перша — Перша розділена на верхню золоту зі шістьма лазурними ліліями, відцентрованих та розташовані в порядку 3, 2, 1; та нижню срібну зі п'ятьма щитами краплеподібної форми, що розміщені хрестом, і має червлене обрамлення зі сімома золотими замками. Друга — на верхню розтяту на перетяту, де перше і четверте поля червлені зі золотими замками, а друге і третє — срібні зі червоним левом зі золотою короною та озброєнням; і нижню лазурну зі золотими ліліями та червленим титульним коміром. Третя — золота, де знаходяться п'ять червоних кіл та одне зверху зі золотими ліліями. У центрі правої частини лазурний щиток зі трьома ліліями, дві над одною, а у лівій — таки й же, але зі червленою облямівкою. Після 1977 року, щитки обох частин однакові — лазурні зі трьома ліліями та червоною каймою. | Parti en I, ecartele au 1 de gueules au chateau d'or couvert et ajoure d'azur, qui est de Castille, au 2 d'argent au lion de pourpre arme, lampasse et couronne d'or, qui est de Leon, au 3 d'or au quatre pals de gueules, qui est de Aragon, au 4 de gueules aux chaines d'or posees en orle, en croix et en sautoir, chargees en c?ur d'une emeraude au naturel, qui est de Navarre, accompagne en pointe d'argent a une pomme grenade de gueules tige et feuille de sinople, qui est de Grenade et sur le tout d'azur aux trois fleurs de lys d'or a la bourdure de gueules, qui est d'Anjou et en II, ecartele au I parti de deux, en 1 coupe d'or aux six fleurs de lys d'azur posees 3, 2 et 1 , (qui est de Farnese) et d'argent, a cinq ecussons d'azur, poses en croix, les deux de flanc mis de cote, chaque ecusson charge de cinq besants du champ, poses en sautoir, a la bordure de gueules, chargee de neuf chateaux d'or, donjonnes de trois tours, ouverts et ajoures d'azur (qui est du Portugal), en 2 coupe ecartele en 1 et 4, de gueules au chateau d'or ouvert et ajoure d'azur (qui est de Castille) et en 2 et 3 d'argent au lion de gueules arme, lampasse et couronne d'or (qui est de leon) et d'azur seme de fleurs de lys d'or au lambel de gueules (qui est de Naples) et en 3 d'or a six tourteaux mis en orle, cinq de gueules, celui en chef d'azur charge de trois fleurs de lis d'or (qui est de Toscane) ; sur le tout d'azur, a trois fleurs de lys d'or, a la bordure de gueules, (qui est d'Anjou);. |

### Бурбон-Пармський дім
| Герб | Принц                                        | Форма щита        | Опис | Оригінальний геральдичний опис |
| ---- | -------------------------------------------- | ----------------- | --- | --- |
|      | Бурбон-Пармського дому (з 1748 по 1802 роки) | новий французький | Щит розтятий. Права частина золота зі шістьма лазурними ліліями, відцентрованих та розташовані в порядку 3, 2, 1. Ліва — розділена на чотири поля Тамплієрським хрестом. У кожному срібному полі розташований орел, який дивиться на праве крило. У центрі розтятий і перетятий щит. Перше і четверте поля червлені зі золотими замками, а друге і третє — срібні зі червоним левом зі золотою короною та озброєнням. Середина підніжжя срібна зі розрізаним по центру гранатом і зеленими стеблом та пелюстками. У центрі лазурний щиток зі трьома золотими ліліями, дві над одною та червоним обрамленням зі вісьмома мушлями. | Parti en 1, d'or a six fleurs de lys d'azur posees 3, 2 et 1 et en 2, d'argent, a la croix pattee de gueules cantonnee de quatre aigles de sable au vol abaisse ; sur-le-tout, ecartele en 1 et 4, de gueules au chateau d'or ouvert et ajoure d'azur et en 2 et 3 d'argent au lion de gueules arme, lampasse et couronne d'or, ente en pointe du sur-le-tout d'argent a une pomme grenade de gueules, tigee et feuillete de sinople ; sur-le-tout-du-tout d'azur a trois fleurs de lys d'or a la bordure de gueules chargee de huit coquilles d'argent. |
|      | Марія Луїза (1751—1819)                      | подвійна, овальна | Складається зі двох овальних щитів. Правий розділений на шість частин. Перша — розтята. Її обидва поля мають по дев'ять золотих та червоних смуг, що чергуються. Ліве поле четвертне скошене, а в срібних її частинах розташований чорний орел, який дивиться на праве крило. Друга — розтята. Перше її поле поділене на три горизонтальні червоні та срібні смуги, що чергуються, а друге — лазурне зі золотими ліліями та червоно-срібною набірною облямівкою. Третя — золота зі шістьма лазурними ліліями, відцентрованих та розташовані в порядку 3, 2, 1. Четверта — золота зі п'ятьма червоними та одним зі золотими ліліями колами. П'ята скошена зліва: верхнє зі шістьма синіми та золотими смугами, що чергуються, та червоним обрамленням; нижнє — золота зі чорним левом, у якого червоне озброєння. Шоста скошена зліва: верхнє — чорне зі золотим левом, у якого червоне озброєння; нижнє — срібне зі червоним орлом, який має золоте озброєння. Лівий — розтятий. Права частина золота зі шістьма лазурними ліліями, відцентрованих та розташовані в порядку 3, 2, 1. Ліва — розділена на чотири поля Тамплієрським хрестом. У кожному срібному полі розташований орел, який дивиться на праве крило. У центрі розтятий і перетятий щит. Перше і четверте поля червлені зі золотими замками, а друге і третє — срібні зі червоним левом зі золотою короною та озброєнням. Середина підніжжя срібна зі розрізаним по центру гранатом і зеленими стеблом та пелюстками. У центрі кожного щита розтятий та перетятий щиток. Перша та четверта його частини червлені зі золотим замком. Друга та третя — срібні зі червоним левом, що має золоті корону та озброєння. У центрі лазурний щит зі трьома золотими ліліями, дві над одною, і червоним обрамленням. | Deux ecus accoles: celui des Coupe de deux: en I, parti de trois: en 1, d'or a quatre pals de gueules, en 2, ecartele en sautoir d'or aux quatre pals de gueules et d'argent a l'aigle de sable, en 3, de gueules a la fasce d'argent et en 4, d'azur seme de fleurs de lys d'or a la bordure componee d'argent et de gueules ; en II, parti d'or a six fleurs de lys d'azur posees 3, 2 et 1 (ou 1,2,2,1) et d'or a six tourteaux mis en orle, cinq de gueules, celui en chef d'azur charge de trois fleurs de lis d'or ; en III, parti bande d'or et d'azur de six pieces, a la bordure de gueules et de sable, au lion d'or, arme et lampasse de gueules ; ente en pointe parti d'or, au lion de sable, arme et lampasse de gueules et d'argent a l'aigle eploye de gueules, membre et becque d'or ; sur-le-tout, ecartele en 1 et 4, de gueules au chateau d'or ouvert et ajoure d'azur et en 2 et 3 d'argent au lion de gueules arme, lampasse et couronne d'or, ente en pointe du sur-le-tout d'argent a une pomme grenade de gueules, tigee et feuillete de sinople ; sur-le-tout-du-tout d'azur au trois fleurs de lys d'or a la bordure de gueules et celui de Bourbon-Parma, parti en 1, d'or a six fleurs de lys d'azur posees 3, 2 et 1 et en 2, d'argent, a la croix pattee de gueules cantonnee de quatre aigles de sable au vol abaisse ; sur-le-tout, ecartele en 1 et 4, de gueules au chateau d'or ouvert et ajoure d'azur et en 2 et 3 d'argent au lion de gueules arme, lampasse et couronne d'or, ente en pointe du sur-le-tout d'argent a une pomme grenade de gueules, tigee et feuillete de sinople ; sur-le-tout-du-tout d'azur a trois fleurs de lys d'or a la bordure de gueules chargee de huit coquilles d'argent. |
|      | Бурбон-Пармського дому (з 1847 по 1860 роки) | новий французький | Щит складається зі дев'яти частин. Перша — золота зі шістьма лазурними ліліями, відцентрованих та розташовані в порядку 3, 2, 1. Друга — розтята. Її праве поле розділено на чотири срібні частини, на яких розташований чорний орел, Тамплієрським хрестом, а ліве — лазурне зі коронованим левом зі шістьма срібними та червоними смугами, що чергуються. Третя — розтята. Права сторона золота зі п'ятьма червоними колами та одним зверху зі золотими ліліями, а ліва — перетята на червлену та золоту, у центрі дерево зі срібними цвітом. Четверта — золота зі чорним орлом, у центрі червлений щиток зі геральдичним хрестом. П'ята певністю прикрита розтятим і перетятим щитком. Перша і четверта її поля червоні зі золотим замком, друга та третя — срібні зі червленим левом, що має золоті корону та озброєння. Середина підніжжя срібна зі розрізаним у центрі гранатом і зеленими стеблом та пелюстками. У центрі лазурний щиток зі трьома золотими ліліями, дві над одною, і червоним обрамленням зі вісьмома раковинами. Шоста — складається зі червоних і срібних горизонтальних смуг, що перетинаються. Сьома — срібно-червлена шахівниця зі золотою главою, де в центрі розташований чорний орел. Восьма - червлена зі геральдичним хрестом. Дев'ята — розтята та перетята. Перша і четверта її поля складаються зі шести вертикальних золотих і лазурних смуг, які чергуються, та срібною балкою; друга та третя — зі семи вертикальних хвилястих смуг того ж забарвлення. | Coupe de deux, parti de deux: - en 1, d'or a six fleurs de lys d'azur posees 3, 2 et 1 (qui est de Farnese), - en 2, parti d'argent, a la croix pattee de gueules cantonnee de quatre aigles de sable au vol abaisse (qui est de Gonzague) et d'azur au lion bande d'argent et de gueules (qui est de Rossi) - en 3, parti d'or a six tourteaux mis en orle, cinq de gueules, celui en chef d'azur charge de trois fleurs de lis d'or (qui est de Toscane) et coupe de gueules sur or, l'or charge d'un arbre d'argent, les branches et feuilles sur le gueules (qui est de Malastina) - en 4 d'or a l'aigle de sable (qui est de Savoie ancien) charge en coeur d'un ecusson de gueules a la croix d'argent (qui est de Savoie moderne) - en 5 en forme de sur-le-tout, ecartele en 1 et 4, de gueules au chateau d'or ouvert et ajoure d'azur (qui est de Castille) et en 2 et 3 d'argent au lion de gueules arme, lampasse et couronne d'or (qui est de Leon), ente en pointe du sur-le-tout d'argent a une pomme grenade de gueules, tigee et feuillete de sinople (qui est de Grenade) ; sur-le-tout-du-tout d'azur a trois fleurs de lys d'or a la bordure de gueules chargee de huit coquilles d'argent (qui est de Bourbon-Parme) - en 6 de gueules a la fasce d'argent (qui est de Corregio) - en 7 d'argent a quatre points equipoles de gueules au chef d'or a l'aigle de sable (qui est de Pallavicini) - en 8 de gueules, a la croix d'or cantonnee de quatre B, adosses du mesme (qui est de Paleologue) - en 9 ecartele: aux 1 et 4, pale d'or et d'azur, a la fasce d'argent brochant sur le pale; aux 2 et 3, fasce, douche d'or et d'azur (qui est de Landi).                                                                 |
|      | Альфонсо                                     |                   | | Parti en I, ecartele au I parti de deux, en 1 coupe d'or aux six fleurs de lys d'azur posees 3, 2 et 1 , (qui est de Farnese) et d'argent, a cinq ecussons d'azur, poses en croix, les deux de flanc mis de cote, chaque ecusson charge de cinq besants du champ, poses en sautoir, a la bordure de gueules, chargee de neuf chateaux d'or, donjonnes de trois tours, ouverts et ajoures d'azur (qui est du Portugal), en 2 coupe ecartele en 1 et 4, de gueules au chateau d'or ouvert et ajoure d'azur (qui est de Castille) et en 2 et 3 d'argent au lion de gueules arme, lampasse et couronne d'or (qui est de leon) et d'azur seme de fleurs de lys d'or au lambel de gueules (qui est de Naples) et en 3 d'or a six tourteaux mis en orle, cinq de gueules, celui en chef d'azur charge de trois fleurs de lis d'or (qui est de Toscane) ; sur le tout d'azur, a trois fleurs de lys d'or, a la bordure de gueules, (qui est d'Anjou); et en II, parti en 1, d'or a six fleurs de lys d'azur posees 3, 2 et 1 et en 2, d'argent, a la croix pattee de gueules cantonnee de quatre aigles de sable au vol abaisse ; sur-le-tout, ecartele en 1 et 4, de gueules au chateau d'or ouvert et ajoure d'azur et en 2 et 3 d'argent au lion de gueules arme, lampasse et couronne d'or, ente en pointe du sur-le-tout d'argent a une pomme grenade de gueules, tigee et feuillete de sinople ; sur-le-tout-du-tout d'azur a trois fleurs de lys d'or a la bordure de gueules chargee de huit coquilles d'argent. |

### Дім Бурбон-Парма-Люксембурзький
| Герб | Принц | Форма щита        | Опис | Оригінальний геральдичний опис |
| ---- | ----- | ----------------- | --- | --- |
|      | Анрі  | новий французький | Щит розтятий та перетятий. Перша та четверта частини на десять срібних і лазурних смуг, що чергуються, на яких зображений червоний лев зі золотою короною та озброєнням. Друга та третя — лазурні зі оздобленням золотими заготовками та левом, який має червоне озброєння та язик. Щиток лазурний зі трьома золотими ліліями, дві над одною, та червоною облямівкою з восьма ракушками. | Ecartele, au 1 et 4 burele d'azur et d'argent de dix pieces au lion a la queue fourchee de gueules arme, lampasse et couronne d'or, au 2 et 3 d'azur seme de billettes d'or au lion de meme arme et lampasse de gueules et couronne d'or, sur le tout d'azur aux trois fleurs de lys d'or a la bordure de gueules chargee de huit coquilles d'argent |

### Бурбон-Орлеанський дім
| Герб | Принц | Форма щита          | Опис | Оригінальний геральдичний опис |
| ---- | --- | ------------------- | --- | --- |
|      | - Філіпп I (1640—1701) - Філіпп (1838—1894)                                                                                            | старий французький  | Лазурний щит зі трьома золотими ліліями, дві над одною. Титульний комір срібний. | D'azur aux trois fleurs de lys d'or, au lambel d'argent. |
|      | Марія Луїза | овальний            | Щит розтятий. Права частина перетята та розтята. Її перше на четверте поля червлені зі золотим замком, друге та третє — срібні зі червоним левом, у якого золоті корона та озброєння. Середина підніжжя срібна зі розрізаним у центрі гранатом і зеленими стеблом та пелюстками. Ліва частина лазурна зі трьома золотими ліліями, дві над одною. Титульний комір срібний. | Parti en I, ecartele en 1 et 4, de gueules au chateau d'or ouvert et ajoure d'azur, et en 2 et 3 d'argent au lion de gueules arme, lampasse et couronne d'or, ente en pointe du sur-le-tout d'argent a une pomme grenade de gueules, tigee et feuillete de sinople et en II, d'azur aux trois fleurs de lys d'or au lambel d'argent. |
|      | Луїза Єлизавета (1709—1742) | подвійний, овальний | Лівий: - Щит поділений на чотири частини. Перша розтята і перетята. Перша та четверта частини червлені зі золотим замком. Друга та третя — срібні зі червоним левом, що має золоті корону та озброєння. Середина підніжжя срібна зі розрізаним по центру гранатом і зеленими стеблом та пелюстками. Друга лише розтята. Її обидва поля мають по дев'ять золотих та червоних смуг, що чергуються. Ліве поле четвертне скошене, а в срібних її частинах розташований чорний орел, який дивиться на праве крило. Третя перетята. Верхнє її поле розділене на дві червоні та одну срібну смуги, нижнє розділено на дві частини: 1 — поділена на шість синіх та золотих смуг, що чергуються, та червоним обрамленням; 2 — золота зі чорним левом, у якого червоне озброєння. Четверта перетята. Верхнє її поле оздоблено золотими ліліями в червоно-срібному обрамленні, нижнє розділено на дві частини: 1 — чорна зі золотим левом, у якого червоне озброєння; 2 — срібна зі червоним орлом, який має золоте озброєння. Правий: - Лазурний щит зі трьома ліліями, дві над одною. Титульний комір срібний. | Deux ecus accoles: celui des cupe: en chef parti en 1 ecartele en 1 et 4, de gueules au chateau d'or ouvert et ajoure d'azur et en 2 et 3 d'argent au lion de gueules arme, lampasse et couronne d'or ente en pointe d'argent a une pomme grenade de gueules, tigee et feuillete de sinople; 2 parti en 1 d'or a quatre pals de gueules et en 2 ecartele en sautoir d'or aux quatre pals de gueules et d'argent a l'aigle de sable;II, tigee et feuillete de sinople et en pointe ecartele en 1 de gueules a la fasce d'argent; 2, d'azur seme de fleurs de lys d'or a la bande componee d'argent et de gueules, en 3 bande d'or et d'azur de six pieces, a la bordure de gueules 4, de sable au lion d'or, arme et lampasse de gueules; ente en pointe parti d'or au lion de sable arme, couronne et lampasse de gueules et d'argent a l'aigle eploye de gueules, membre et becque d'or;sur le tout d'azur aux trois fleurs de lys d'or a la bourdure de gueules et celui des Bourbon Orleans, d'azur aux trois fleurs de lys d'or et au lambel d'argent. |
|      | Луї-Філіпп I (1831—1848) | новий французький   | Лазурний щит зі золотими скрижалями Завіту, на яких написано «Конституційна хартія 1848» | D'azur aux tables de la Loi d'or sur lesquelles sont inscrites: «Charte constitutionnelle 1848». |
|      | Мерседес (1860—1878) | овальний            | Щит розтятий. Права частина перетята та розтята. Її перше на четверте поля червлені зі золотим замком, друге та третє — срібні зі червоним левом, у якого золоті корона та озброєння. Середина підніжжя срібна зі розрізаним у центрі гранатом і зеленими стеблом та пелюстками. Щиток зі трьома золотими ліліями, облямівка червона. Ліва частина лазурна зі трьома золотими ліліями, дві над одною. Титульний комір срібний. | Parti en I, ecartele en 1 et 4, de gueules au chateau d'or ouvert et ajoure d'azur, et en 2 et 3 d'argent au lion de pourpre arme, lampasse et couronne d'or, ente en pointe du sur-le-tout d'argent a une pomme grenade de gueules, tigee et feuillete de sinople et sur le tout d'azur aux trois fleurs de lys d'or a la bourdure de gueules et en II, d'azur aux trois fleurs de lys d'or au lambel d'argent. |
|      | Орлеанські претенденти на французький трон після 1883: - Філіпп (1896) - Іоанн (1926) - Генріх (1908—1999) - Генріх Орлеанський (1933) |                     | Лазурний щит зі трьома золотими ліліями, дві над одною. | D'azur au trois fleurs de lys d'or. |
|      | Іоанн Орлеанський (1965) |                     | Щит розтятий і перетятий. У першому і четвертому полях сине поле уквітчане геральдичними ліліями. У третьому та четвертому полях на жовтому полі лазурний дельфін зі червоними плавниками. | Ecartele au 1 et 4 d'azur a trois fleurs de lys d'or et au 2 et 3 d'or a un dauphin d'azur, crete, barbe, lore, peautre et oreille de gueules. |
|      | Яків (1941) |                     | Лазурний щит зі трьома ліліями, дві над одною. Титульний комір срібний. | D'azur aux trois fleurs de lys d'or, au lambel d'argent. |
|      | Анна | овальний            | Щит розтятий. Права частина розділений на три смуги. Перша перетята та розтята. Перша і четверта частини золоті зі шістьма лазурними ліліями, відцентрованих та розташовані в порядку 3, 2, 1. Друга та третя — розтяті: права — розділена на червоні та срібні горизонтальні смуги, що чергуються; ліва — на шість золотих та лазурних діагональних смуг, що чергуються, і має червоне обрамлення. Друга поділена на три частини. Верхня частина розтята. Права її частина розтята і перетята. Перше і четверте поля червлені зі золотими замками, друге і третє — срібні зі червоним левом зі золотою короною та озброєнням. Ліва розтята. Її обидва поля мають по дев'ять золотих та червоних смуг, що чергуються. Ліве поле четвертне скошене, а в срібних її частинах розташований чорний орел, який дивиться на праве крило. Середина підніжжя частини срібна зі розрізаним по центру гранатом і зеленими стеблом та пелюстками. Центральна — розтята. Її праве поле складається зі горизонтальних трьох червоних і срібних смуг, що чергуються, а ліва — оздоблена золотими ліліями та має червоно-срібне обрамлення. Нижня — розтята і перетята. Перше частина розділена на два поля: верхнє зі шістьма синіми та золотими смугами, що чергуються, та червоним обрамленням; нижнє — золота зі чорним левом, у якого червоне озброєння. Друга частина також поділена на два поля: верхнє — чорне зі золотим левом, у якого червоне озброєння; нижнє — срібне зі червоним орлом, який має золоте озброєння. Третя — лазурна зі золотими ліліями та червоним титульним коміром. Четверта — срібна зі Єрусалимським хрестом. У центрі лазурний щиток зі трьома ліліями, дві над одною, та червоною облямівкою. Ліва — лазурна зі трьома ліліями, дві над одною. | Parti en I, celui de Bourbon-Sicile (Parti de deux, au I, ecartele : 1 et 4, d'or aux six fleurs de lys d'azur posees 3, 2 et 1, (qui est de Farnese); 2 et 3, parti de gueules a la fasce d'argent (qui est d'Autriche) et bande d'or et d'argent de six pieces a la bordure de gueules (qui est de Bourgogne ancien); sur-le-tout d'argent aux cinq ecussons disposes en croix d'azur charges de cinq besans d'argent en sautoir a la bordure de gueules chargee de huit chateaux d'or, donjonnes de trois tours, ouverts et ajoures d'azur (qui est de Portugal); au II, coupe de 3, au I parti d'ecartele au 1 et 4 de gueules au chateau d'or, donjonnes de trois tours, ouverts et ajoures d'azur (qui est de Castille) et au 2 et 3 d'argent au lion de pourpre (qui est de Leon); et contre-parti d'or aux quatre pals de gueules (qui est d'Aragon) et ecartele en sautoir d'or aux quatre pals de gueules et d'argent a l'aigle de sable (qui est de Sicile); ente en pointe d'argent a une pomme grenade de gueules tigee et feuillee de sinople (qui est de Grenade); au II parti de gueules a la fasce d'argent (qui est d'Autriche) et d'azur seme de lys d'or a la bordure componee de gueules et d'argent (qui est de Bourgogne), au III ecartele en 1 taille d'argent de six pieces a la bordure de gueules (qui est de Bourgogne ancien) et d'or au lion de sable arme et lampasse de gueules (qui est de Flandre) au II tranche de sable au lion d'or arme et lampasse de gueules (qui est de Brabant) et d'argent a l'aigle de gueules (qui est de Tyrol), au 3 seme de lys d'or au lambel de gueules (qui est de Naples) et au 4 d'argent a la croix potencee d'or cantonne de quatre croisettes de meme (qui est de Jerusalem); au III, d'or a six tourteaux mis en orle, cinq de gueules, celui en chef d'azur charge de trois fleurs de lis d'or (qui est de Toscane) ; sur-le-tout d'azur a trois fleurs de lys d'or poses 2 et 1 a la bordure de gueules (qui est d'Anjou)); et en II, de France (D'azur aux trois fleurs de lys d'or). |
|      | Мішель Орлеанський (1941) | старий французький  | Лазурний щит зі трьома золотими ліліями та перев'язом, розділеним на срібні та червоні смуги, що чергуються. | D'azur a trois fleurs de lis d'or a la bande componee d'argent et de gueules. |
|      | Шарль-Філіп Орлеанський (1973) | старий французький  | Щит розтятий та перетятий. Перша та четверта частини лазурні зі зеленим геральдичним хрестом. Друга та третя — лазурні зі трьома золотими ліліями, дві над одною, і червоною облямівкою | Ecartele de Saint Lazare et d'Anjou, l'ecu pose sur une croix de Saint-Lazare a huit pointes. |

### Дім Орлеан-Браганса
| Герб | Опис                                  |
| ---- | ------------------------------------- |
|      | Претенденти на трон Бразилії          |
|      | Нащадки претендентів на трон Бразилії |

### Дім Бурбонів-Конде
| Герб | Принц                                          | Форма щита         | Опис | Оригінальний геральдичний опис |
| ---- | ---------------------------------------------- | ------------------ | --- | --- |
|      | - Людовик I (1530—1569) - Генріх I (1552—1588) | старий французький | Лазурний щит прикрашений трьома золотими ліліями, дві над одною. Перев'яз правобічний червоний зі срібним колом уверху.                                                                                  | D'azur a trois fleurs de lys d'or et a la bande de gueules chargee au franc quartier d'un besant d'argent, portees ensuite par :                                                    |
|      | - Генріх II (1588—1646) - Принци Конде         | старий французький | Лазурний щит прикрашений трьома золотими ліліями, дві над одною. Червоний правобічний брусок. | D'azur a trois fleurs de lys d'or et au baton de gueules, portees ensuite par les princes de Conde                                                                                  |
|      | Герцоги Енгієнські                             | старий французький | Лазурний щит прикрашений трьома золотими ліліями, дві над одною. Червоний правобічний брусок. Срібний титульний комір.                                                                                   | D'azur au trois fleurs de lys d'or, au baton de gueules peri en bande et au lambel d'argent                                                                                         |
|      | Франсуа (1558—1614)                            | старий французький | Щит розтятий і перетятий. Кожна з частин лазурні зі трьома золотими ліліями, дві над одною. Перша та четверта також мають червлені перев'язи, а другий та третій — облямлення зі восьма срібними колами. | Ecartele en 1 et 4 d'azur a trois fleurs de lys d'or et a la bande de gueules, en 2 et 3 d'azur a trois fleurs de lys d'or a la bourdure de gueules chargee de huit besans d'argent |
|      | - Арман (1626—1666) - Принци Конде             | старий французький | Лазурний щит прикрашений трьома золотими ліліями, дві над одною. Червоний правобічний косий брусок та облямлення.                                                                                        | D'azur a trois fleurs de lys d'or et au baton de gueules peri en bande et a la bourdure de gueules                                                                                  |

### Гілка баронів де Бюссе та де Шалю
| Герб | Принц                                       | Опис |
| ---- | ------------------------------------------- | --- |
|      | П'єрр (1464—1530)                           | Лазурний щит зі золотими ліліями. Червоний перев'яз. Глава срібна зі Єрусалимським хрестом.                                       |
|      | Від останнього Бурбона до голови Єрусалиму. | Лазурний щит зі трьома золотими ліліями, дві над одною. Червоний правобічний косий брусок. Глава срібна зі Єрусалимським хрестом. |
|      | Сучасні нащадки де Бюссе та де Шалю.        | Лазурний щит зі трьома золотими ліліями, дві над одною. Червоний правобічний косий брусок.                                        |

## Анжу-Сицилійський дім
| Герб                                                              | Принц | Форма щита         | Опис | Оригінальний геральдичний опис |
| ----------------------------------------------------------------- | --- | ------------------ | --- | --- |
|                                                                   | Карл І (1226—1285) | старий французький | До 1277: лазурний щит зі золотими ліліями. Титульний комір червоного кольору зі трьома вежами. | D'azur seme de lys d'or au lambel de gueules. |
|                                                                   | Карл І (1226—1285) | старий французький | Після 1277: Щит розтятий. Права частина лазурна зі золотими ліліями та червоним титульним коміром. Ліва — срібна зі Єрусалимським хрестом. | Parti en 1 d'azur seme de lys d'or au lambel de gueules et en 2 d'argent a la croix potence d'or. |
| - Карл II (1254—1309) - Роберт (1277—1344) - Іоанна I (1326—1382) | | старий французький | Після 1277: Щит розтятий. Права частина лазурна зі золотими ліліями та червоним титульним коміром. Ліва — срібна зі Єрусалимським хрестом. | Parti en 1 d'azur seme de lys d'or au lambel de gueules et en 2 d'argent a la croix potence d'or. |
|                                                                   | Карл Калабрійський (1298—1328) | старий французький | Щит розтятий. Права частина лазурна зі золотими ліліями та червоним титульним коміром. Ліва — срібна зі Єрусалимським хрестом. Обрамлення срібне. | Parti en 1 d'azur seme de fleurs de lys d'or au lambel de gueules et en 2 d'argent, a la croix potencee d'or, cantonnee de quatre croisettes du meme et a la bordure d'argent. |
|                                                                   | Карл Мартелл (1271—1295) | старий французький | Щит перетятий і розтятий. Перша та четверта частини лазурні зі золотими ліліями. Друга та третя розділені на вісім червоних та срібних горизонтальних смуг, що чергуються. | Ecartele en 1 et 4 d'azur seme de fleurs de lys d'or et en 2 et 3 fasce de gueules et d'argent de huit pieces. |
|                                                                   | Клеменція Угорська (1293—1328) | старий французький | Щит розтятяй. Права частина лазурна зі золотими ліліями. Ліва розділена на вісім червоних та срібних горизонтальних смуг, що чергуються. | Parti d'azur seme de fleurs de lys d'or et fasce de gueules et d'argent de huit pieces. |
|                                                                   | Карл I Роберт (1288—1342) | старий французький | Щит розтятий. Права частина розділена на вісім червоних та срібних горизонтальних смуг, що чергуються. Ліва — лазурна зі золотими ліліями та червоним титульним коміром. | Parti en 1 fasce de gueules et d'argent de huit pieces et en 2 d'azur seme de fleurs de lys d'or au lambel de gueules. |
|                                                                   | Людовик Угорський (1326—1382) | старий французький | Щит поділений на чотири рівні частини. Перша частина розтята. Її праве поле розділено на вісім червоних та срібних горизонтальних смуг, що чергуються; а ліва — лазурна зі золотими ліліями та червоним титульним коміром. Друга — червлений зі срібним орлом, у якого золоті корона та озброєння. Третя - лазурна | Ecartele en 1 parti fasce de gueules et d'argent de huit pieces et d'azur seme de fleurs de lys d'or eu lambel de gueules, en 2 de gueules a l'aigle d'argent membre et couronne d'or en 3 de gueules a la croix patriarcale d'argent sur une colline de sinople et en 4 d'azur aux trois tetes de leopard d'or. |
| Файл:Armoiries Andre Hongrie.svg                                  | Андрій Угорський (1327—1345), король Неаполю, син Карла I Роберта, чоловік Іоанни I Неаполітанської tierce en pal en 1 fasce de gueules et d'argent de huit pieces, en 2 d'argent a la croix potence d'or et en 3 d'azur seme de fleurs de lys d'or et au lambel de gueules., portees ensuite par : - Карл III (1345—1386), король Неаполю та Угорщини, fils de Louis de Gravina - Ладислав I (1372—1414), король Неаполю, син Карла III - Іоанна II (1373—1435), королева Неаполю, донька Карла III |                    | | |
|                                                                   | Філіпп I (1278—1332), принц Таренто, син Карла II avant 1313 : d'azur seme de fleurs de lys d'or au lambel de gueules et a la bande d'argent, portees ensuite par : - Філіпп (1297—1330), син від першого шлюбу Філіппа I apres 1313 : parti en 1 d'azur seme de fleurs de lys d'or au lambel de gueules et a la bande d'argent en 2 de gueules a la croix d'or cantonnee de quatre besans d'or, charge d'une croix de meme, chaque besan accompagne de quatre croisettes d'or, portes ensuite par : - Роберт Тарентський (1315—1364), син від другого шлюбу Філіппа I - Філіпп II Тарентський (1329—1374), син від другого шлюбу Філіппа I |                    | | |
|                                                                   | Іоанн (1294—1336), герцог Дюраццо, син Карла II d'azur seme de fleurs de lys d'or au lambel de gueules a la bordure componee de gueules et d'argent · , portes ensuite par : - Карл (1323—1348), герцог де Дюраццо, старший син Іоанна де Дюраццо - Людовик (1324—1362), герцог де Гравіна, fils puine de Jean de Durazzo |                    | | |

## Дім Куртене
|  | П'єр I (1126—1183), сеньйор де Куртене, син Людовика VI Товстого, короля Франції d'or aux trois tourteaux de gueules, portees ensuite par : - П'єр II де Куртене (1155—1219), син П'єра I - Філіпп II (1195—1226), маркграф Намюрський, син П'єра II - les chefs de la maison de Courtenay, eteinte en 1730                                                                                                   |
|  | П'єр II (1155—1219), сеньйор де Куртене, імператор Латинської імперії (Константинополю) de gueules a la croix d'or cantonnee de quatre besants d'or, chacun charge d'une croix de meme, et accompagne de quatre croisettes d'or, portees ensuite par : - Роберт І (1201—1228), син П'єра II - Бодуен II (1219—1273), син П'єра II - Філіпп (1243—1283), син Бодуена II - Катерина (1274—1307), донька Філіппа |
|  | Роберт І (1168—1239), seigneur de Champignelles-en-Puisaye, fils de П'єра I, сеньйора де Куртене d'or aux trois tourteaux de gueules et au lambel a cinq pendants d'azur, portees ensuite par : - les seigneurs de Champignelles, jusqu'en 1324 (ils deviennent alors chef de la maison de Courtenay) |

## Дім де Дре
|  | Роберт І (1123—1188), граф де Дре, син Людовика VI, короля Франції. echiquete d'or et d'azur a la bordure de gueules, portees ensuite par : - les comtes de Dreux jusqu'en 1355.                         |
|  | Robert III (1185—1234), comte de Dreux, fils de Robert II, comte de Dreux, portees avant de devenir comte de Dreux en 1198 echiquete d'or et d'azur a la bordure de gueules au lambel du meme[джерело?]. |

### Дім де Дре-Бо
|  | Роберт I де Дре (1212—1264), seigneur de Beu, синРоберта III, графа де Дре echiquete d'or et d'azur a la bordure engrelee de gueules, portes ensuite par : - Les seigneurs de Beu. |

### Дім де Дре-Бретонський
|                                                                                         | П'єр Моклерк (1191 — 6 липня 1250), baillistre герцог Бретані (1213-1237) та граф Річмонд (1219—1235). echiquete d'or et d'azur au franc-quartier d'hermine et a la bordure de gueules. |
|                                                                                         | Jean, (1266–1334), граф Ричмонд (1306-1334), fils de Жан II (герцог Бретані). Echiquete d'or et d'azur a la bordure de gueules chargee de leopards d'or et au franc-quartier d'hermine. |
| Файл:Blason Pierre de Leon (1269-1312).svg Файл:Blason Pierre de Leon (1269-1312) 2.svg | П'єр (1269–1312), vicomte de Leon (1306-1334), fils de Жан II (герцог Бретані). avant 1316 : Echiquete d'or et d'azur a la bordure de gueules chargee de besants d'argent et au franc-quartier d'hermine. apres 1316 : d'hermine a la bordure de gueules, chargee de besants d'argent[джерело?].       |
|                                                                                         | Жан III (1286—1341), герцог Бретонський d'hermine plain, portes ensuite par : - les ducs de Bretagne jusqu'en 1514. Жан V (1339—1399), герцог Бретонський d'hermine plain, portes ensuite par : - les ducs de Bretagne jusqu'en 1514.                                                                  |
| Файл:Blason region fr Limousin.svg                                                      | Гі VII (1287—1331), comte de Penthievre et vicomte de Limoges, fils d'Arthur II, duc de Bretagne d'hermine a la bordure de gueules. |
| Файл:Blason Jeanne de Penthievre.svg                                                    | Жанна I де Пент'євр (1319—1384), comtesse de Penthievre et vicomtesse de Limoges, fils Guy VII, comte de Penthievre et vicomte de Limoges Parti d'hermine plain et d'hermine a la bordure de gueules[джерело?].                                                                                        |
|                                                                                         | Jean (1294—1345), comte de Montfort, fils d'Arthur II, duc de Bretagne d'hermine a la bordure de gueules, charge de leopards d'or. |
|                                                                                         | Артур III Бретонський (1393—1458), граф Річмонд, avant de devenir, en 1457, duc de Bretagne D'hermine au lambel de gueules, les trois pendants charges de trois leopards d'or. |
|                                                                                         | П'єр II Бретонський (1418—1457), comte de Guingamp, avant de devenir, en 1450, герцог Бретані D'hermine au lambel d'azur, les trois pendants charges de trois fleurs de lys d'or. |
|                                                                                         | Рішар (1395—1438), граф'Етамп, de Vertus, de Бенон et de Mantes, син Іоанна (Жана) IV, герцога Бретані, та його третьої дружини Жанни Наваррської, батько Франциска II Бретонського. d'hermine a la bordure engrelee de gueules.                                                                       |
| Файл:Blason Francois II de Bretagne (1435-1488) Comte d'Etampes.svg                     | Франциск II (герцог Бретані) (1435—1488), comte d'Etampes, avant de devenir, en 1450, duc de Bretagne D'hermine au lambel d'azur charge d'une fleur de lys d'or et surcharge d'un lambel d'argent. |
|                                                                                         | Анна Бретонська (1477—1514), донька Франциск II (герцог Бретані) et Marguerite de Foix duchesse de Bretagne, puis, en 1491 et en 1499, reine de France avant 1491 : Ecartele d'hermine et d'or a 3 pals de gueules[джерело?]. apres 1491 : Parti d'azur a trois fleurs de lys d'or et d'hermine plain. |

#### LeRameau de Machecoul
|  | Olivier Ier de Machecoul (1231—1279), dit «Olivier de Braine», seigneur de Машкуль, fils de Pierre Mauclerc. D'argent a trois chevrons de gueules. |

#### LeRameau d'Avaugour des comtes de Goello
| Файл:Blason Francois 1er (de Bretagne) d'Avaugour (1462-1510).svg | Francois Ier d'Avaugour, comte de Vertus comte de Goello et baron d'Avaugour. (1462-1510), fils de Франциск II (герцог Бретані). Ecartele aux I et IV d'hermine, les II et III contre-ecarteles: aux I et IV du contre-ecartele d'azur a trois fleurs de lys d'or au lambel d'argent, aux II et III du contre-ecartele d'argent a la guivre d'azur couronnee d'or hissante de carnation ; sur le tout d'argent au chef de gueules[джерело?]. |

## Дім Вермандуа
|  | Рауль (1085—1152), граф Вермандуа і Валуа. echiquele d'or et d'azur, portes ensuite par les comtes de Vermandois, ses successeurs (eteints en 1167). |

## Бургундський дім
|  | Одо (Ед) II (1118—1162), герцог Бургундський. bande d'or et d'azur de six pieces, a la bordure de gueules, porte ensuite par les ducs de Bourgogne jusqu'en 1361 |
|  | Одо (Ед) Бургундський (1230—1269), граф Неверський, Осерський і Тонерський bande d'or et d'azur en six pieces, a la bordure endente de gueules, porte ensuite par : - son neveu Ед IV (1295—1350), другий син Роберта II, до смерті свого старшого брата.            |
|  | Філіпп Бургундський (1323—1346), син Одо (Еда) IV bande d'or et d'azur de six pieces, a la bordure de gueules, a la fleur de lys d'or au franc quartier. |
|  | Людовик Бургундський (1297—1316), принц Мореї, третій син Роберта II bande d'or et d'azur de six pieces, a la bordure de gueules, au franc quartier de gueules a la croix ancree d'or.                                                                               |
|  | Жанна Бургундська (1293—1349), донька Роберта II, дружина з 1313 Філіппа VI Валуа, короля Франції (1293—1350) parti, en 1 de France, qui est d'azur aux trois fleurs de lys d'or et en 2 de Bourgogne ducale, qui est bande d'or et d'azur, a la bordure de gueules. |
|  | Олександр Бургундський (1170—1205), сеньйор де Монтагю, син Гуго (Юга)III bande d'or et d'azur de six pieces, a la bordure de gueules et au franc quartier d'hermines, portees ensuite par seigneurs de Montagu, ses descendants                                     |
|  | Андре Гіг VI (1184—1237), дофін Вєнський, син Гуго (Юга) III d'or au dauphin d'azur, crete, barbe, lore, peautre et oreille de gueules, portes ensuite par les dauphins du Viennois, ses descendants                                                                 |

### Португальський дім
|  | Альфонс I (1109—1185), король Португалії d'argent, croix d'azur. A partir de 1180 : d'argent au cinq ecus d'azur disposes en croix, chaque ecu seme de besants d'argent · , portes ensuite par : - Санчо I(1154—1211), король Португалії - Альфонс II (1185—1223), король Португалії |
|  | Санчо II (1207—1248), король Португалії d'argent au cinq ecus d'azur disposes en croix, chaque ecu aux cinq besants d'argent · |
|  | Альфонс III (1210—1279), король Португалії d'argent au cinq ecus d'azur disposes en croix, chaque ecu charge de cinq besants d'argent disposes en sautoir, a la bordure de gueules chargee de onze chateaux d'or, donjonnes de trois tours, ouverts et ajoures d'azur · , portes ensuite par les rois de Portugal qui lui succedent jusqu'a Jean I |
|  | Жуан I, portes ensuite par les rois de Portugal qui lui succedent jusqu'a Jean II d'argent au cinq ecussons d'azur disposes en croix, l'ecussons laterales couches, chaque ecusson charge de cinq besants d'argent disposes en sautoir, a la bordure de gueules chargee de douze chateaux d'or, donjonnes de trois tours, ouverts et ajoures d'azur et charge des quatre bouts evidents d'une croix fleurdelise de sinople · . |
|  | Педру, герцог Коїмбри (1392—1449), fils de Іоанна (Жоао) І Португальського d'argent, a cinq ecussons d'azur, poses en croix, les deux de flanc mis de cote, chaque ecusson charge de cinq besants du champ, poses en sautoir, a la bordure de gueules, chargee de douze chateaux d'or, donjonnes de trois tours, ouverts et ajoures d'azur, aux quatre fleurs de lys de sinople, brise d'un lambel d'argent, chaque pendant charge de trois mouchetures d'hermine. |
|  | Jean de Coimbra (1431-1457), Infant de Portugal et Prince d'Antioche, fils du precedent. ecartele, au I d'argent, a la croix potencee d'or, cantonnee de quatre croisettes du meme (qui est de Jerusalem), au II contre-ecartele au 1 et 4 d'argent au cinq ecussons d'azur disposes en croix, les ecussons lateraux couches, chaque ecusson charge de cinq besants d'argent disposes en sautoir, a la bordure de gueules chargee de neuf chateaux d'or, donjonnes de trois tours, ouverts et ajoures d'azur et charge des quatre bouts evidents d'une croix fleurdelise de sinople (qui est de Portugal) et au 2 et 3 contre-ecartele au 1 et 4 d'azur a trois fleurs de lys d'or (qui est de France) et au 2 et 3 de gueules aux trois leopards d'or, au III d'or au lion de gueules, arme, lampasse et couronne d'azur (qui est d'Armenie) et au IV d'argent au lion de gueules, arme, lampasse et couronne d'or, brochant sur le tout (qui est de Chypre), sur le tout burele d'argent et d'azur de huit pieces, au lion de gueules, arme, lampasse et couronne d'or, brochant sur le tout (qui est de Lusignan-Chypre). |
|  | Jacques de Coimbra (1433—1469), інфант Португальський, єпископ Аррасу, єпископ de Paphos та архієпископ Лісабону. Третій син Педро (Петра), герцог Коїмбрський ecartele, au I et IV d'argent, a cinq ecussons d'azur, poses en croix, les deux de flanc mis de cote, chaque ecusson charge de cinq besants du champ, poses en sautoir, a la bordure de gueules, chargee de douze chateaux d'or, donjonnes de trois tours, ouverts et ajoures d'azur, aux quatre fleurs de lys de sinople, brise d'un lambel d'argent, chaque pendant charge de trois mouchetures d'hermine (qui est d'Aviz-Coimbra), et au II et III d'or a 4 pals de gueules (qui est d'Aragon). |
|  | Henri, герцог Візеуський, dit le Navigateur (1394—1460), fils de Жуан I d'argent, a cinq ecussons d'azur, poses en croix, les deux de flanc mis de cote, chaque ecusson charge de cinq besants du champ, poses en sautoir, a la bordure de gueules, chargee de douze chateaux d'or, donjonnes de trois tours, ouverts et ajoures d'azur, aux quatre fleurs de lys de sinople, brise d'un lambel d'azur, chaque pendant charge de trois fleur de lys d'or. |
|  | Жоао (Іоанн), принц Португальський (1400—1442), син Іоанна (Жоао) І Португальського d'argent, a cinq ecussons d'azur, poses en croix, les deux de flanc mis de cote, chaque ecusson charge de cinq besants du champ, poses en sautoir, a la bordure de gueules, chargee de douze chateaux d'or, donjonnes de trois tours, ouverts et ajoures d'azur, aux quatre fleurs de lys de sinople, brise d'un lambel d'or, chaque pendant charge d'un flanc dextre de gueules. |
|  | Фердинанд, принц Португальський (1402—1443), великий магістр ордену Авіса, син короля Іоанна (Жоао) І Португальського d'argent, a cinq ecussons d'azur, poses en croix, les deux de flanc mis de cote, chaque ecusson charge de cinq besants du champ, poses en sautoir, a la bordure de gueules, chargee de huit chateaux d'or, donjonnes de trois tours, ouverts et ajoures d'azur, et de deux leopards d'or en chef aux quatre fleurs de lys de sinople. |
|  | Альфонс V (король Португалії) (1432—1481), старший син Едуарда І Португальського. Під час війни за кастильську спадщину, проголосивши себе королем Леона та Кастилії(1475—1479) об'єднував на своєму гербі герби Португалії-Авіс та Кастилії-Леону. ecartele en 1 et 4 d'argent au cinq ecussons d'azur disposes en croix, l'ecussons laterales couches, chaque ecusson charge de cinq besants d'argent disposes en sautoir, a la bordure de gueules chargee de neuf chateaux d'or, donjonnes de trois tours, ouverts et ajoures d'azur et charge des quatre bouts evidents d'une croix fleurdelise de sinople, et en 2 et 3 contre-ecartele en 1 et 4, de gueules au chateau d'or ouvert et ajoure d'azur et en 2 et 3 d'argent au lion de pourpre arme, lampasse et couronne d'or. |
|  | Фердинанд (1433—1470), duc de Viseu, син Едуарда І Португальського d'argent, a cinq ecussons d'azur, poses en croix, les deux de flanc mis de cote, chaque ecusson charge de cinq besants du champ, poses en sautoir, a la bordure de gueules, chargee de douze chateaux d'or, donjonnes de trois tours, ouverts et ajoures d'azur, aux quatre fleurs de lys de sinople, brise d'un lambel aux deux pendant d'argent, chaque pendant ecartele en sautoir, d'or aux quatre pals de gueules et d'argent a l'aigle de sable. |
|  | Жуан II d'argent au cinq ecus d'azur disposes en croix, chaque ecu seme de besants d'argent, a la bordure de gueules chargee de sept chateaux d'or, donjonnes de trois tours, ouverts et ajoures d'azur, Reforme de 1485 — portes ensuite par les Rois de Portugal qui lui succedent jusqu'a la fin de la monarchie, en 1910. |